# Глазго
Гла́зго (англ. Glasgow [ˈɡlɑːzɡoʊ], скотс Glesga, гэльск. Glaschu [ˈkɫ̪as̪xu]) — крупнейший город Шотландии и четвёртый по численности населения в Великобритании (после Лондона, Бирмингема и Лидса). Является административным центром округа Глазго-Сити. Расположен на западе центральной части Шотландии, на реке Клайд в 32 км от её устья.
Основанный в середине VI века, в Средние века Глазго считался одним из важных религиозных и образовательных центров Шотландии. Промышленная революция XVIII века превратила его в один из крупных промышленных центров Великобритании (особенно в области судостроения), а в последующее столетие расцвет экономики города принял такие масштабы, что Глазго в те времена считался вторым городом империи (после Лондона). В конце XX века, после пережитого в 1920—1970-х годах кризиса, следствием которого стало резкое сокращение населения и снижение уровня жизни, властями Глазго с успехом был осуществлён ряд программ, направленных на культурное и экономическое возрождение города.

## История

### Основание города
Археологические находки свидетельствуют о том, что первые поселения в долине реки Клайд появились ещё во времена неолита. Позднее территорию современного Глазго населяли кельтские племена. В 142—144 годах завоевавшие Британию римляне воздвигли от одного побережья Шотландии до другого оборонительное укрепление, т. н. вал Антонина, для защиты бриттов от набегов северных племён. Остатки вала сохранились на окраине Глазго до сих пор.

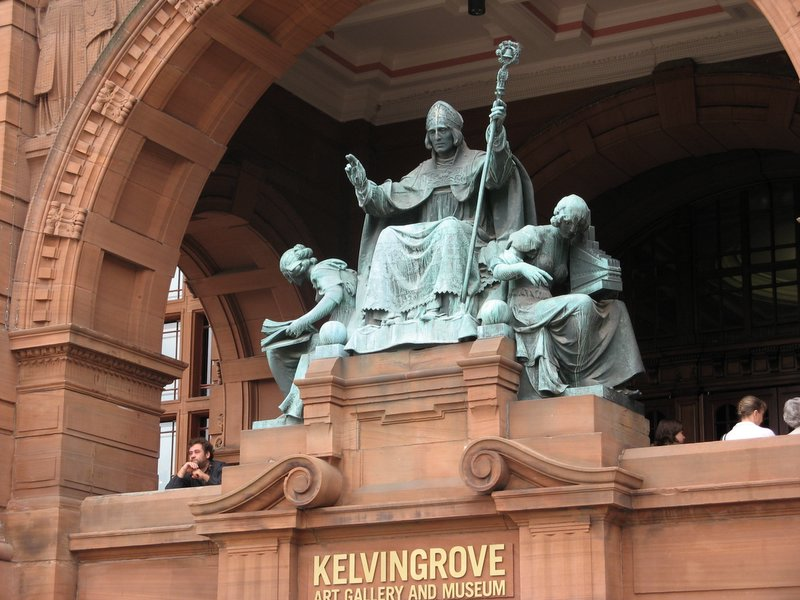
Статуя Св. Мунго на фасаде галереи Келвингроув

Основание города приписывается христианскому миссионеру Святому Мунго. Согласно легенде, в 543 году он основал монастырь на берегу реки Молендинар, там, где теперь расположен собор Св. Мунго. Легенда была записана около 1185 года монахом-агиографом Жосленом из Фернесса и не подтверждена более никакими источниками, однако традиционно Св. Мунго и его мать Тенева считаются покровителем Глазго, а его изображение присутствует на гербе города.

#### Геральдика
Герб был пожалован городу лордом-лайоном (главой геральдической службы Шотландии) 25 октября 1866 года. Символы, изображённые на нём, ранее использовались на официальных печатях Глазго и имеют прямое отношение к житию св. Мунго, иллюстрируя четыре чуда, приписываемых покровителю города:
Here is the bird that never flew / Это птица, что ни разу не летала
Here is the tree that never grew / Это дерево, что не росло
Here is the bell that never rang / Это колокол, что не звонил
Here is the fish that never swam / Это рыба, что не плавала
Первое чудо — это воскрешение малиновки после того, как соученики Мунго убили любимую птицу своего наставника св. Сёрфа и обвинили будущего святого в её гибели. Второе чудо, хотя и не связанное с изображённым на гербе дубом, произошло, когда в церкви Калросса был утрачен огонь, а св. Мунго чудесным образом зажёг ветку орешника. Третье чудо — колокол, который, как гласит легенда, был подарком святому от папы Римского. И, наконец, история четвёртого чуда связана с преданием о королеве Лангеорете. Когда её супруг, король Риддерах, заподозрил жену в неверности, то, узнав, что королева подарила своему возлюбленному рыцарю золотое кольцо, выкрал подарок и бросил его в волны Клайда. Затем он потребовал, чтобы Лангеорета принесла кольцо. Однако св. Мунго, духовник её любовника, узнал об их связи на исповеди и подсказал рыцарю, как выполнить приказ короля. По наущению св. Мунго, тот поймал в реке лосося, во рту которого лежало кольцо, и таким образом спас пусть не честь, но хотя бы репутацию королевы.

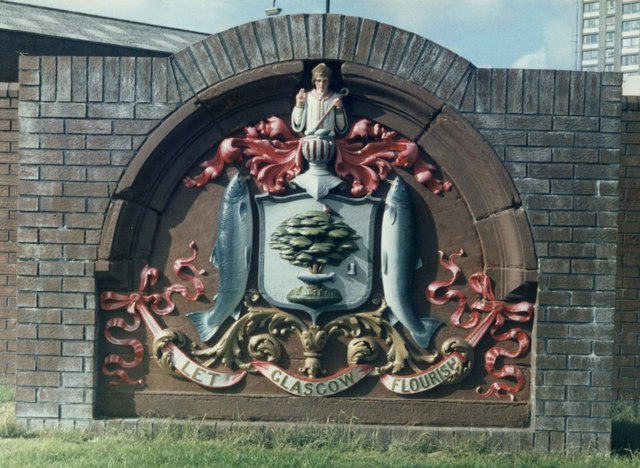
Герб Глазго на стене здания

Изображения этих символов — вместе или по отдельности — можно неоднократно увидеть на улицах Глазго. Они украшают здания, памятники, мосты, фонтаны и фонарные столбы, а также присутствуют на гербе университета Глазго.
Считается, что девиз города — Пусть Глазго процветает (англ. Let Glasgow Flourish) — это укороченная фраза из проповеди Св. Мунго. Её полная версия звучит так: Господи, пусть Глазго процветает во имя слова Божия и во славу Его (англ. Lord, Let Glasgow flourish by the preaching of the word and the praising of thy name).

#### Этимология
Во времена завоевания Британии римлянами поселение на месте Глазго именовалось Cathures. Считается, что современное название Глазго имеет бриттские корни и, восходя к кумбрийскому языку, означает «зелёная лощина» (от слияния слов glas и cau). Первые вариации этого названия были довольно разнообразны — самые старые источники упоминают Glaschu, на печатях 1180 года город фигурирует как Glesgu, затем — как Glasgeu (в документе 1297 года) и Glaschow (в хартии 1419 года). Менее обоснованная, но более популярная версия, изложенная Жосленом из Фернесса, утверждает, что название городу дал сам Св. Мунго, назвав основанную им общину Glesgu, то есть «возлюбленная семья». Ранее бытовало мнение, что на месте Глазго существовало поселение под названием Deschu, которое из-за ошибки средневекового переписчика превратилось в Glaschu.

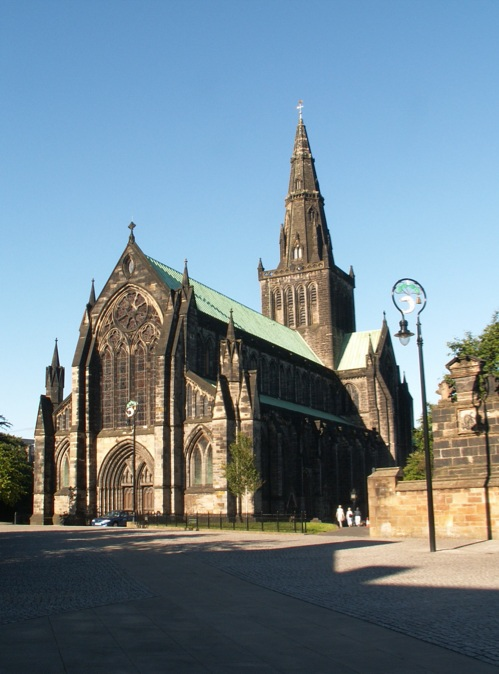
Собор Св. Мунго

### Средневековье
К концу XII века Глазго стал важным религиозным центром региона, а его население составляло полторы тысячи человек. В 1136 году в присутствии короля Давида I состоялось освящение кафедрального собора, возведённого на месте церкви св. Мунго. После пожара собор был заново отстроен и освящён в 1197 году, а в последующие два столетия реконструирован. Между 1175 и 1178 годами король Вильгельм I Лев даровал епархии Глазго статус города с самоуправлением. Право вести торговлю способствовало развитию города, в особенности после того, как приблизительно с 1190 года в его пределах начала проводиться ежегодная летняя ярмарка, привлекавшая в Глазго торговцев и ремесленников. Традиция проводить ярмарку в конце июля сохраняется до сих пор. В 1451 году буллой папы Николая V был основан университет Глазго, что обеспечило городу статус не только религиозного, но и образовательного центра. В 1492 году епархия Глазго получила права архиепископства. Несмотря на это, экономика Глазго во времена Средневековья была развита гораздо слабее по сравнению с городами на восточном побережье Шотландии, географическое положение которых облегчало торговые сношения со странами Европы. Торговля велась преимущественно с близлежащими городами и островами.

### Глазго в XVI—XVIII веках
В 1560 году решением Парламента страна отринула католичество и приняла протестантство, точнее — его пресвитерианскую ветвь. В целом, движение Реформации оказало большое влияние на Глазго, где была сильна церковная власть, и способствовало её ослаблению. В 1611 году Яков I даровал Глазго статус королевского города, что означало непосредственное подчинение города короне. В ноябре 1638 года — вскоре после принятия Национального ковенанта — в кафедральном соборе Глазго была собрана генеральная ассамблея, выступившая против политики короля Карла I по изменению правил пресвитерианского богослужения. В результате в Шотландии произошли вооружённые конфликты — сначала епископские войны, а затем, в 1644—1647 годах, —гражданская война между ковенантерами и роялистами. К счастью, эти конфликты практически не затронули город ввиду его незначительного в те времена политического статуса. В 1650 году, вскоре после поражения шотландцев в битве при Данбаре, в Глазго останавливался Оливер Кромвель.

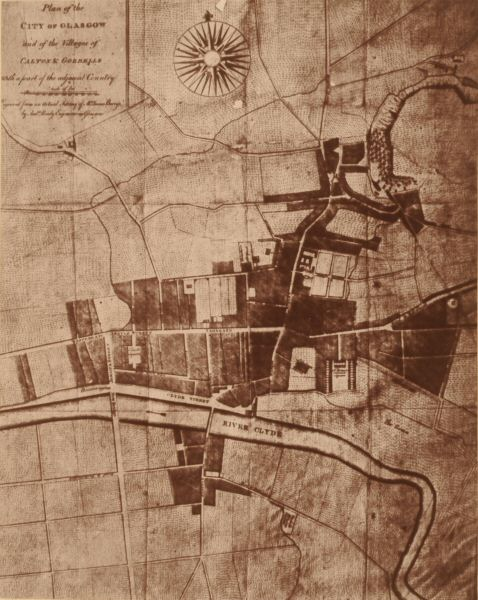
Карта Глазго (1776)

На протяжении XVI века Глазго по-прежнему оставался небольшим провинциальным городом. Расположение на берегу реки по причине её мелководья не способствовало развитию торговли. В 1557 году вклад Глазго в сумму налогов, взимавшихся с городов Шотландии, составлял всего 2 % (что было очень мало по сравнению с 25%-м вкладом Эдинбурга). Жители города занимались в основном различными ремёслами — ткачеством, дублением кож, производством мебели, гончарством и пр. Подъём экономики начался после объединения Англии и Шотландии под властью короля Якова I в 1603 году. Бурному развитию не помешали ни эпидемия чумы 1647 года, ни пожары 1652 и 1677 годов (во время первого выгорела почти треть города). К середине XVII века Глазго вытеснил Перт с четвёртого места по объёму торговли в стране, а в 1670 году, обогнав Данди и Абердин, уступал лишь столице Шотландии.
Экономическому росту способствовало множество факторов. Внешняя торговля начала развиваться после того, как в 1668 году в деревне Ньюарк (современное название — Порт-Глазго), где устье реки было шире, по инициативе городского совета был построен порт для обслуживания нужд купцов Глазго. С 1674 года, с прибытием в порт первого груза табака, началась трансатлантическая торговля. В колонии, в свою очередь, отправлялись корабли с углём, тканями и другими товарами. В тот же период начался рост индустрии:
- 1667 год — открылись мыловарни и сахаро-рафинадная фабрика.
- 1680—1730 годы — было налажено бумажное, стекольное и кирпичное производство.
- 1711 год — в Гриноке начала функционировать первая верфь, обслуживавшая Глазго и близлежащие города.
- 1736 год — открылись фабрики по производству прессованного табака, ткацкая и металлургическая фабрики.
- 1740 год — заработали красильные мастерские.

Менялся и облик города. После опустошительных пожаров власти запретили использование древесины при строительстве, поэтому с тех пор дома возводились только из камня и по единому образцу. В 1636 году было построено здание муниципалитета, в 1649 и 1661 годах открыты соответственно госпиталь Хатчесона и библиотека при университете Глазго. Первая городская газета — Glasgow Courant — начала печататься с 1715 года. Даниэль Дефо, побывавший в Глазго в 1723 году, оставил описание города в книге «Путешествие по всему острову Великобритания»:

Вне всякого сомнения, Глазго — прекрасный город. Главные улицы хороши и просторны, а застроены лучше, чем где бы то ни было. Все здания — каменные и обычно сочетаются друг с другом как высотой, так и обликом фасадов. Нижние этажи их обычно опираются на квадратные дорические колонны, а не на круглые столбы, что добавляет как прочности, так и красоты зданиям. Своды между ними ведут в лавки. Одним словом, это чистейший, красивейший и лучше всего устроенный город Британии, за исключением Лондона.

К концу XVIII века наиболее процветающими отраслями стали металлургия, импорт табака (до 47 миллионов фунтов в год) и текстильная промышленность (в особенности Глазго славился тонким батистом). За полвека с 1755 года население возросло втрое, составив к 1801 году 77 тысяч человек. Из провинциального города Глазго стал индустриальным центром региона, а к началу XIX века — самым быстрорастущим городом Великобритании.

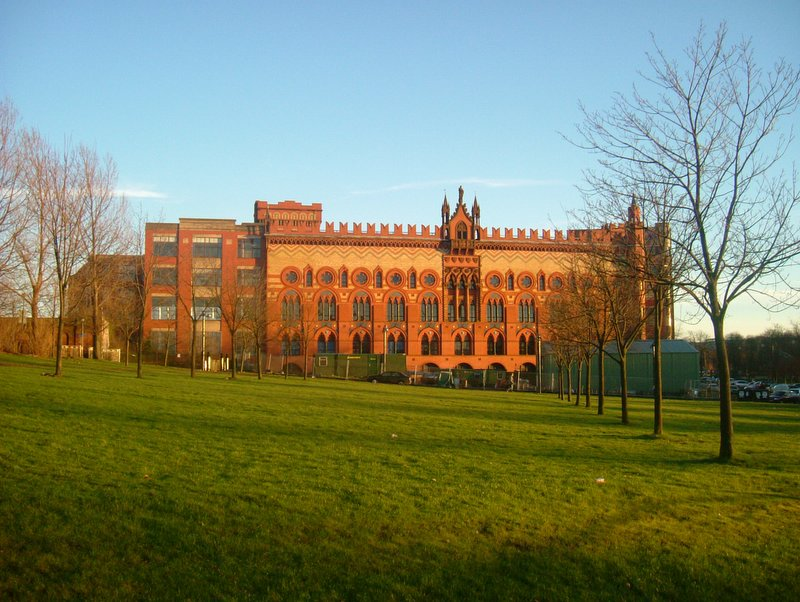
Ковровая фабрика Темплтона (1892)

### Глазго в XIX веке
В начале XIX века население продолжало быстрыми темпами увеличиваться, преимущественно за счёт ирландских иммигрантов и переселенцев с севера страны. Почти треть из них оседала в деревнях в окрестностях Глазго и была занята в текстильной промышленности. Остальные, заполонив городские трущобы, нанимались чернорабочими на фабрики и фермы. Следствием притока мигрантов стали перенаселение и антисанитария в бедных кварталах, что приводило к частым эпидемиям оспы, сыпного тифа и холеры. Первые попытки справиться с эпидемиями были предприняты в 1840-е годы, когда по инициативе муниципалитета улицы начали очищаться от нечистот и других рассадников инфекции. Затем в 1859 году была запущена новая система водоснабжения из озера Лох-Катрин; в 1866 году, хотя и недостаточно эффективно, заработала программа по расчищению трущоб, условия жизни в которых в то время были признаны худшими в Европе.

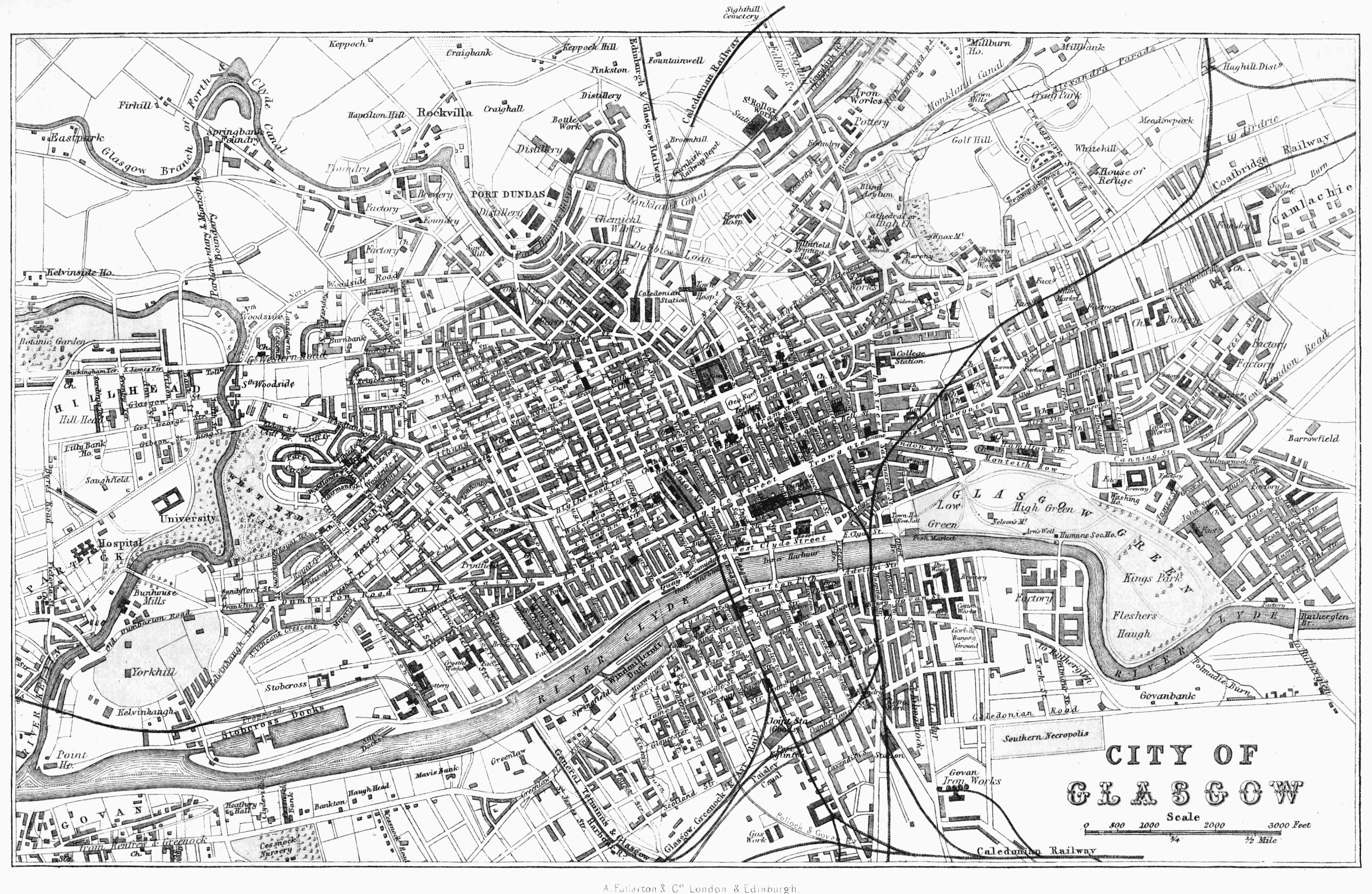
Карта Глазго (1878)

Парламент в 1832 году принял акт о реформе избирательной системы (благодаря чему электорат Шотландии увеличился в 14 раз) и предоставил места в палате общин городам, которые выросли во время индустриализации. Таким образом, от Глазго впервые было избрано два члена парламента. Условия труда на предприятиях города, тем не менее, остались неизменными, и рабочее движение ещё не раз заявляло о себе. Так, в 1837 году, в ответ на попытку фабрикантов урезать заработную плату, бастовали прядильщики хлопка, в 1848 году прошли массовые демонстрации безработных под чартистскими лозунгами.

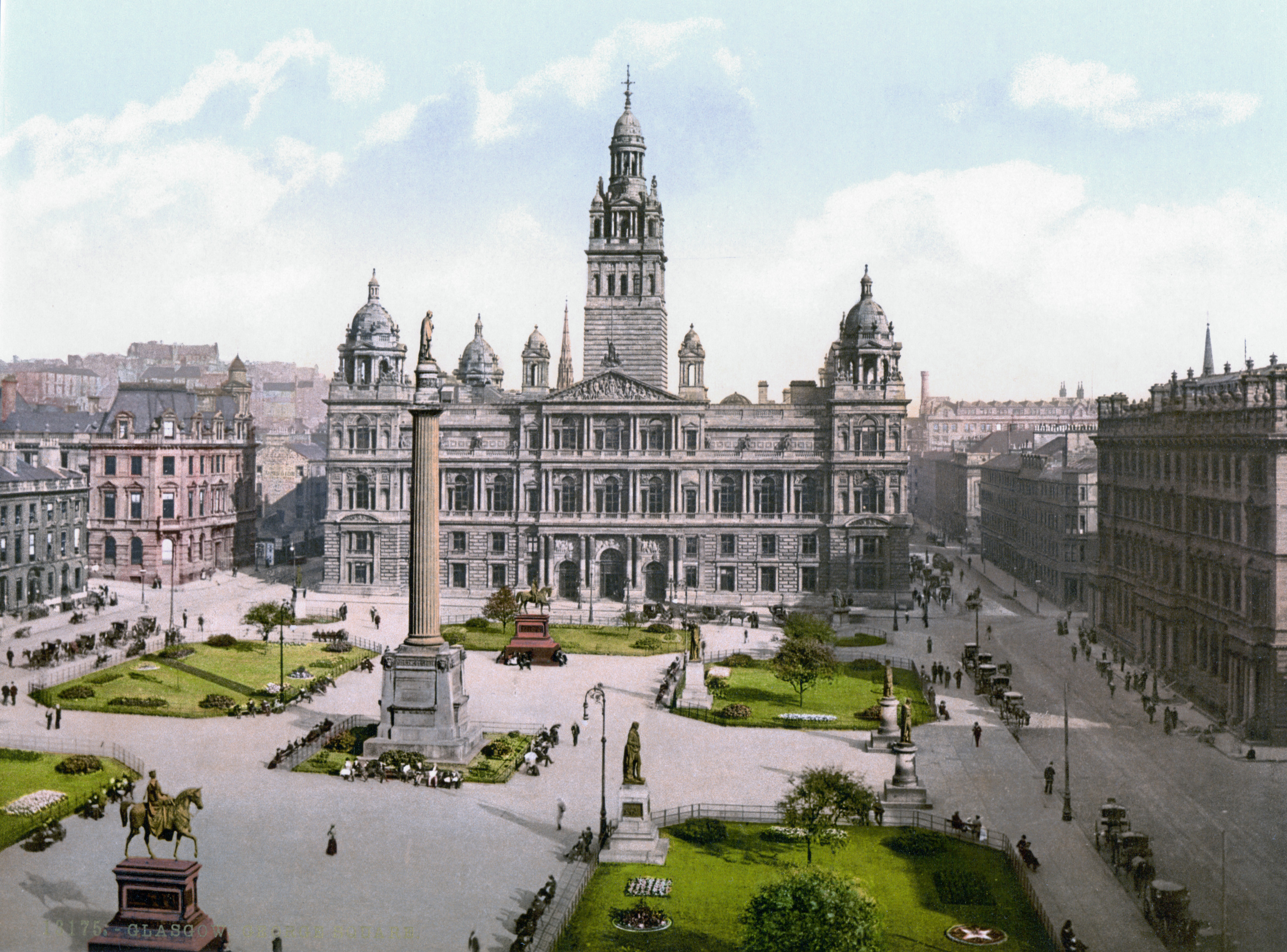
Здание Городских палат на Джордж-сквер (около 1900)

Все эти события контрастировали с непрерывным ростом города и подъёмом экономики — в середине XIX века Глазго называли вторым городом Империи (после Лондона). Лидирующую позицию по-прежнему занимали тяжёлая и текстильная промышленности, быстро набирало силу судостроение (к 1864 году на Клайде функционировало более 20 верфей). С развитием железнодорожного сообщения, в особенности после открытия линии между Глазго и Эдинбургом в 1842 году, город стал главным поставщиком локомотивов в стране. Случались и кризисы — в 1860-х из-за гражданской войны в США сократились поставки хлопка, и тысячи рабочих оказались на улице. На следующее десятилетие пришёлся пик экономического бума (перемены коснулись и рабочего класса — была повышена заработная плата и улучшены условия труда), но затем в 1878 году, после краха Банка Глазго, произошёл резкий спад, что в наибольшей степени коснулось судостроения.

### Глазго в XX — начале XXI века
Рост населения в начале XX века был обусловлен присоединением к Глазго соседних небольших городов (Гован, Партик и др.). В 1920 году Глазго, где проживало более миллиона человек, являлся вторым самым густонаселённым городом Великобритании, вновь уступая первое место Лондону. В июле 1914 года король Георг V в рамках поездки по индустриальным центрам страны побывал в Глазго и, в том числе, посетил верфь Гована, где наблюдал за строительством дредноута «Вэлиент». Спустя месяц Великобритания вступила в Первую мировую войну. Хотя в городе были сильны антивоенные настроения (так, 9 августа 1914 года в парке Глазго-Грин прошла пятитысячная антивоенная демонстрация), более 200 тыс. мужчин Глазго ушли на фронт, а сам город стал одним из главных поставщиков боеприпасов и другой военной продукции на нужды британской армии.

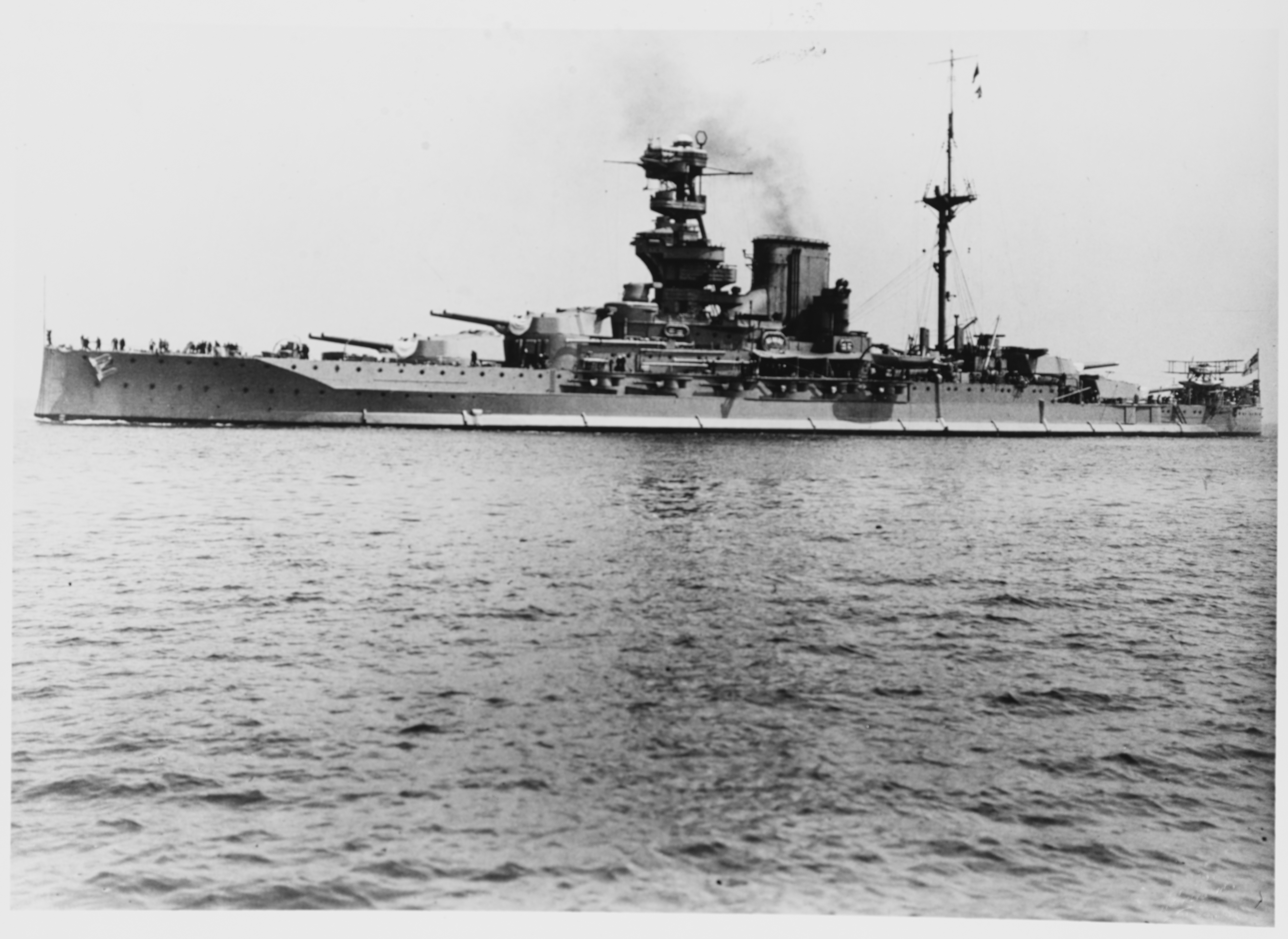
«Вэлиент»

После окончания войны вновь набрало силу рабочее движение, получившее название «Красный Клайсайд». 31 января 1919 года более 60 тыс. рабочих, в основном занятых в судостроении, объявили забастовку и вышли на митинг, требуя сокращения трудового дня. Полиция пыталась разогнать демонстрантов, но встретила активное сопротивление. События этого дня получили название Битва на Джордж-сквер или Кровавая пятница. Беспорядки прекратились только 10 февраля, когда протестующим было обещано незначительное сокращение рабочего дня. Тогда же в Глазго впервые был зачитан акт о бунтах, согласно которому полиции разрешалось применять оружие для подавления митингов.
Конец 1920-х годов был ознаменован резким спадом экономики, хотя кризис в судостроении несколько компенсировался тем фактом, что Глазго по-прежнему оставался лидером в мировом производстве локомотивов. Существовали серьёзные проблемы и в социальной сфере. Так, к 1933 году, когда Великая депрессия в Глазго пребывала на пике, около 30 % горожан потеряли работу. Из-за дефицита жилья бедные кварталы, в основном населённые эмигрантами, были переполнены. Такое положение побудило муниципалитет Глазго запустить программу по дополнительной застройке города, в результате чего с 1926 по 1938 год его площадь выросла более чем вдвое.
Ситуация несколько изменилась к лучшему в конце 1930-х годов, когда в Глазго была проведена Британская имперская выставка (1938). На открытии присутствовали король Георг VI и королева Елизавета, а всего за полгода её посетило 12 миллионов человек. Менялись и настроения горожан — массовое увлечение кино привело к тому, что в 1939 году в Глазго функционировало 114 кинотеатров. Во время Второй мировой войны предприятия Глазго вновь работали на нужды фронта. К счастью, город и его жители практически не пострадали от авиационных налётов противника. В середине 1950-х муниципалитет города под давлением принятого парламентом закона о жилищном строительстве запустил программу, нацеленную на уничтожение городских трущоб — всего было снесено около 32 тыс. домов, признанных непригодными для проживания. В связи с массовым переселением горожан на окраины Глазго и в окрестные города была улучшена транспортная система города.

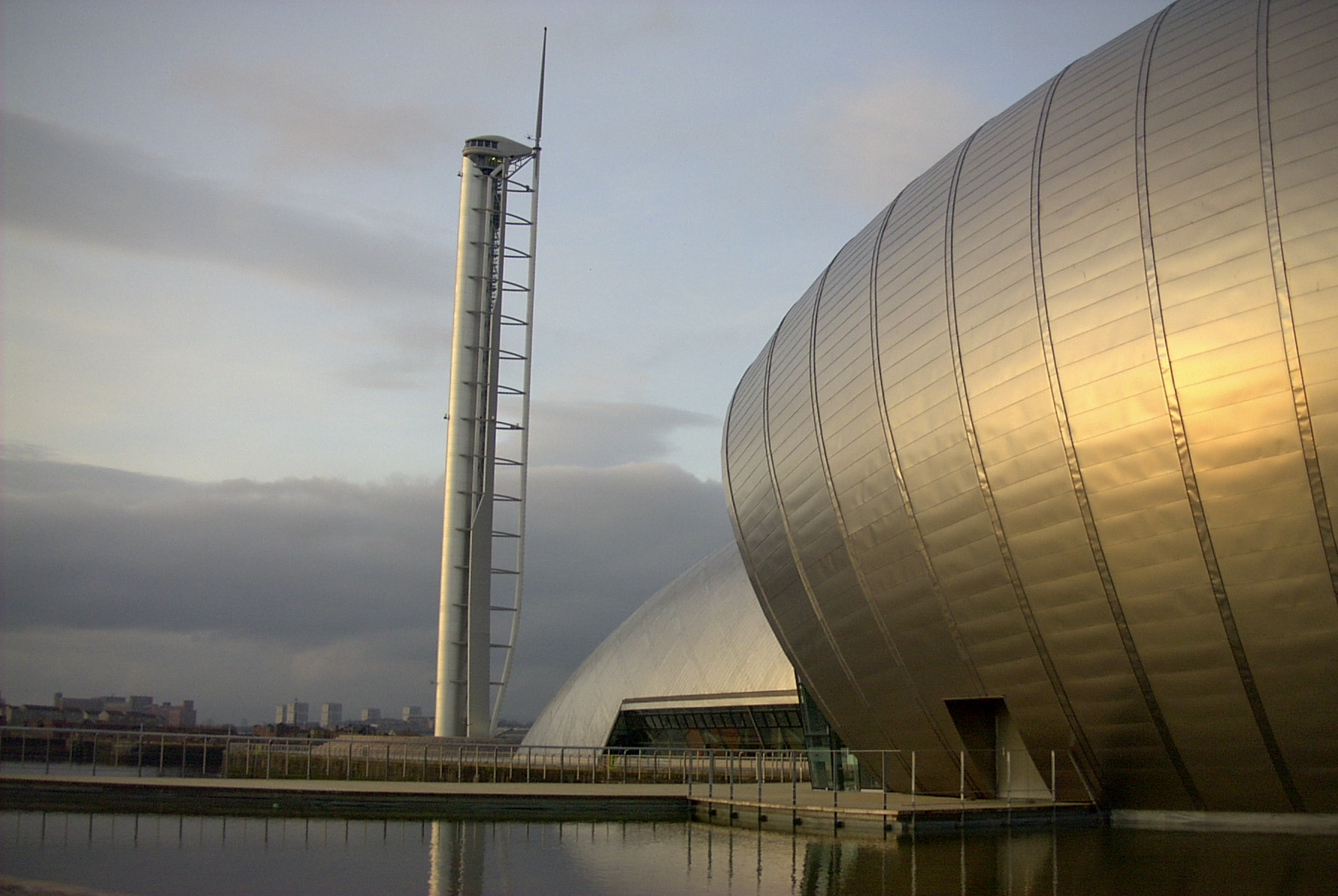
Глазго-тауэр (второе по высоте строение Шотландии) и здание Центра науки Глазго

Тем не менее, Глазго переживал кризис. С середины XX века началось резкое сокращение численности населения, которая за полвека уменьшилась почти вдвое. Период упадка затянулся на три десятилетия. Только в 1980-х годах началось возрождение Глазго, набравшее силу в 1990-х. Муниципальные власти начали прилагать активные усилия по улучшению уровня жизни, развитию экономики и повышению культурного уровня города, и в итоге развёрнутые ими программы увенчались успехом. В 1990 году Глазго был удостоен статуса Культурной столицы Европы, в 1999 году стал Британским городом архитектуры и дизайна, а в 2003 году — Спортивной столицей Европы. В Глазго открывались новые музеи и концертные площадки; начали проходить ежегодные тематические фестивали. Наиболее значительные события:

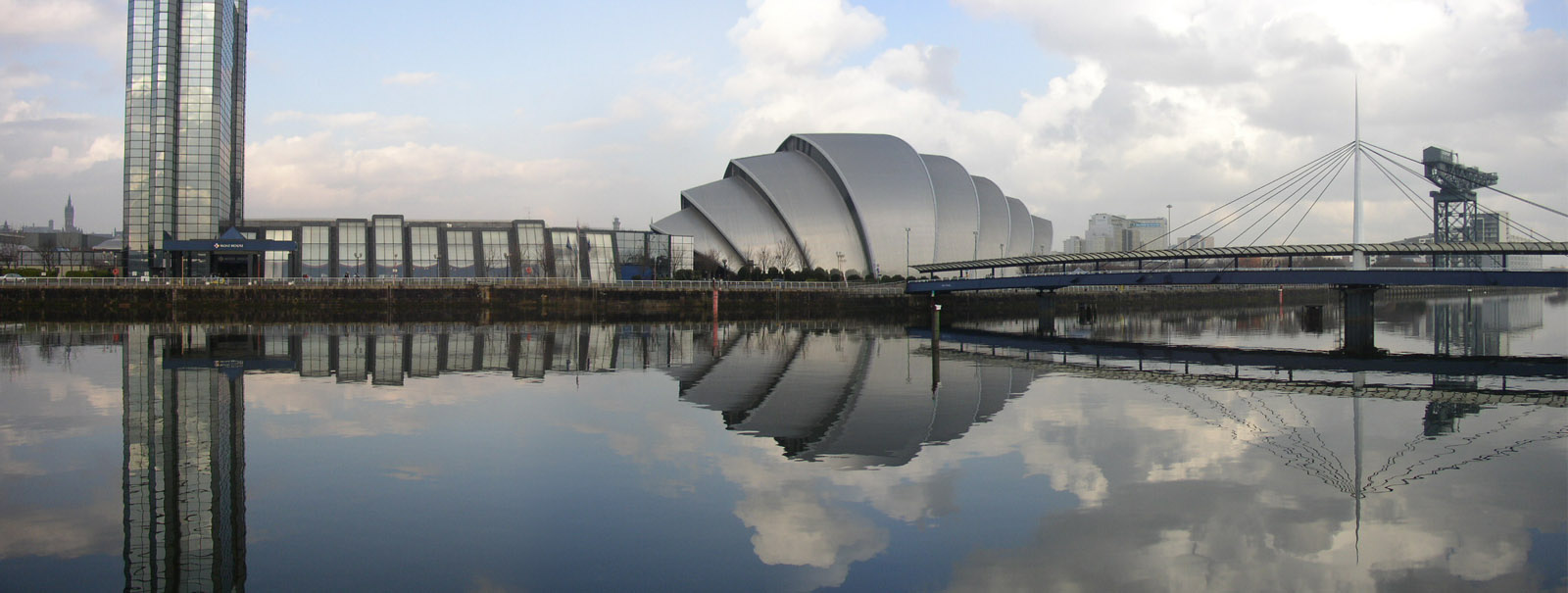
Здание SECC

- 1983 год — открытие галереи собрания Баррела;
- 1985 год — открытие Шотландского выставочного и конференц-центра (SECC);
- 1990 год — открытие Королевского концертного зала;
- 1994 год — основание фестиваля Celtic Connections;
- 1996 год — основание фестиваля West End, открытие Галереи современного искусства (GoMA);
- 2001 год — открытие Центра науки Глазго.

Позитивные перемены коснулись и экономики города — началось активное развитие секторов сферы услуг, резко упал уровень безработицы, а уровень ВВП относительно других городов Великобритании стал уступать лишь Лондону и Эдинбургу. В настоящее время Глазго считается самым процветающим и динамично развивающимся в экономическом отношении городом Шотландии.
18 сентября 2014 года во время референдума о независимости Шотландии жители Глазго, в отличие от Шотландии в целом, проголосовали за независимость. «За» высказалось 53,49 % проголосовавших, «против» — 46,51 %. Явка была самой низкой в Шотландии и составила 75 %.

## Физико-географическая характеристика

### Географическое положение
Глазго находится на северо-западе Великобритании, в центральной части Средне-шотландской низменности перед Северо-Шотландским нагорьем на реке Клайд в 32 км от её устья. Высоты над уровнем моря колеблются в пределах 70—200 м. От Эдинбурга его отделяют 74 км, а от Лондона — 653 км.

## Климат
Находясь на одной широте с Москвой, Глазго имеет типичный для севера Западной Европы океанический климат с большим количеством осадков. Межсезонные колебания невелики — чуть более 10 °C. Лето прохладное и дождливое, зима мягкая, фактически бесснежная, с доминирующей пасмурной погодой.
| Показатель                    | Янв. | Фев. | Март | Апр. | Май  | Июнь | Июль | Авг. | Сен. | Окт. | Нояб. | Дек.  | Год   |
| ----------------------------- | ---- | ---- | ---- | ---- | ---- | ---- | ---- | ---- | ---- | ---- | ----- | ----- | ----- |
| Абсолютный максимум, °C       | 13,5 | 14,3 | 20,1 | 23,8 | 27,0 | 31,6 | 30,1 | 30,0 | 26,1 | 21,0 | 16,2  | 14,6  | 31,6  |
| Средний суточный максимум, °C | 6,5  | 7,0  | 8,8  | 11,8 | 15,1 | 17,4 | 19,2 | 18,9 | 16,2 | 12,6 | 9,2   | 6,5   | 12,4  |
| Средняя температура, °C       | 4,1  | 4,3  | 5,7  | 7,7  | 10,6 | 13,2 | 15,0 | 14,6 | 12,4 | 9,3  | 6,4   | 3,9   | 8,9   |
| Средний суточный минимум, °C  | 1,8  | 1,8  | 2,8  | 4,2  | 6,6  | 9,4  | 11,4 | 10,9 | 9,0  | 6,4  | 3,7   | 1,4   | 5,8   |
| Абсолютный минимум, °C        | −16  | −13  | −8   | −5   | −4   | 0,0  | 4,0  | 1,5  | −3   | −6,8 | −10   | −19,9 | −19,9 |
| Норма осадков, мм             | 150  | 99   | 112  | 68   | 67   | 73   | 80   | 107  | 119  | 145  | 127   | 127   | 1273  |
| Источник: «Погода и климат»   |      |      |      |      |      |      |      |      |      |      |       |       |       |

### Растительность
Растительность в городе представлена большим количеством искусственных насаждений, аллей, парков (в Глазго их около 70). Это преимущественно флора побережий и умеренного пояса — сосны и лиственницы. В одном из заповедников сохранились окаменевшие пни сигиллярии каменноугольного периода.

## Население
По данным переписи населения 2001 года, мужчины составляют 47,07 % населения Глазго, а женщины, соответственно, 52,93 %. Процент совершеннолетних жителей, не состоящих в браке, значительно выше, чем в среднем по Шотландии, и составляет 40,98 %. Процент жителей, владеющих гэльским языком, составляет 0,94 %.

### Демографические данные
| Изменение численности населения Глазго в период с 1755 по 2001 годы |        |        |         |         |         |           |           |           |           |           |         |         |         |         |         |
| 1755                                                                | 1780   | 1801   | 1821    | 1891    | 1911    | 1921      | 1931      | 1939      | 1951      | 1961      | 1971    | 1981    | 1991    | 2001    | 2017    |
| 23 500                                                              | 42 000 | 77 000 | 147 000 | 783 000 | 784 000 | 1 034 000 | 1 088 000 | 1 088 000 | 1 079 000 | 1 055 000 | 897 000 | 881 000 | 681 000 | 629 501 | 621 020 |

### Этнический состав
Хотя, согласно переписи, подавляющее большинство городского населения составляют шотландцы (89,62 %), Глазго можно назвать наиболее многонациональным городом Шотландии. В городе самая высокая по стране численность цветного населения. В особенности велика пакистанская диаспора (половина от всех пакистанцев Шотландии — 2,7 % или более 15 тысяч человек). Кроме того, в Глазго проживает 4,11 % англичан, 1,59 % ирландцев, 1,07 % уроженцев стран континентальной Европы, 0,72 % индийцев (четверть общешотландского количества), 0,67 % китайцев, 0,31 % чернокожих, 0,17 % валлийцев, 0,04 % выходцев из Бангладеш, а также более малочисленные группы представителей других национальностей.

### Религия
Согласно опросу, проведённому во время переписи населения, религиозные верования в Глазго распределяются следующим образом. Две трети населения считают себя христианами, причём 31,5 % от общего числа — это приверженцы церкви Шотландии, а 29,2 % — католики. Немногим менее четверти населения — атеисты (22,7 %). Доли приверженцев других конфессий достаточно невелики — это 3,1 % мусульман, 0,4 % сикхов, 0,2 % буддистов, 0,2 % иудеев и 0,2 % индуистов. 7,8 % жителей затруднились ответить на вопрос о вероисповедании.
В городе четыре христианских кафедральных собора (собор св. Мунго, собор св. Андрея, собор св. Марии и собор св. Луки), 13 мечетей (среди них — самая большая в Шотландии), 7 синагог. Кроме того, есть индуистский храм, а в 2007 году был построен храм для приверженцев сикхизма.

### Диалект
Среди населения Глазго и близлежащих городов распространён диалект на основе англо-шотландского языка, т. н. Glasgow Patter. Его отличительными чертами является обилие местных слов, а также замещение или «проглатывание» некоторых слогов и звуков. Например, буквосочетание th в начале слова произносится как /h/, буква t часто заменяется на /r/, дифтонг /ʌu/ перед /k/ заменяется на /o/ и т. д.

## Административное деление

21 округ Глазго

Глазго состоит из 21 административного округа, от каждого из которых избирается 3 или 4 члена городского совета.
| 1. | Linn                |
| 2. | Newlands / Auldburn |
| 3. | Greater Pollok      |
| 4. | Craigton            |
| 5. | Govan               |
| 6. | Pollokshields       |
| 7. | Langside            |

| 8.  | Southside Central          |
| 9.  | Calton                     |
| 10. | Anderston / City           |
| 11. | Hillhead                   |
| 12. | Partick West               |
| 13. | Garscadden / Scotstounhill |
| 14. | Drumchapel / Anniesland    |

| 15. | Maryhill / Kelvin |
| 16. | Canal             |
| 17. | Springburn        |
| 18. | East Centre       |
| 19. | Shettleston       |
| 20. | Baillieston       |
| 21. | North East        |

## Политика
Управление городом находится в ведении Муниципального совета Глазго. После выборов, прошедших в мае 2007 года, совет включает в себя 79 человек. Среди них — 45 лейбористов, 22 представителя Шотландской национальной партии, 5 членов Шотландской партии зелёных, 5 либерал-демократов, 1 консерватор и 1 представитель партии «Солидарность». Возглавляет совет лейборист Стивен Пёрселл, а лорд-мэром Глазго является Боб Уинтер. Заседания совета проходят в здании Городских палат, которое находится в центре города на Джордж-сквер.

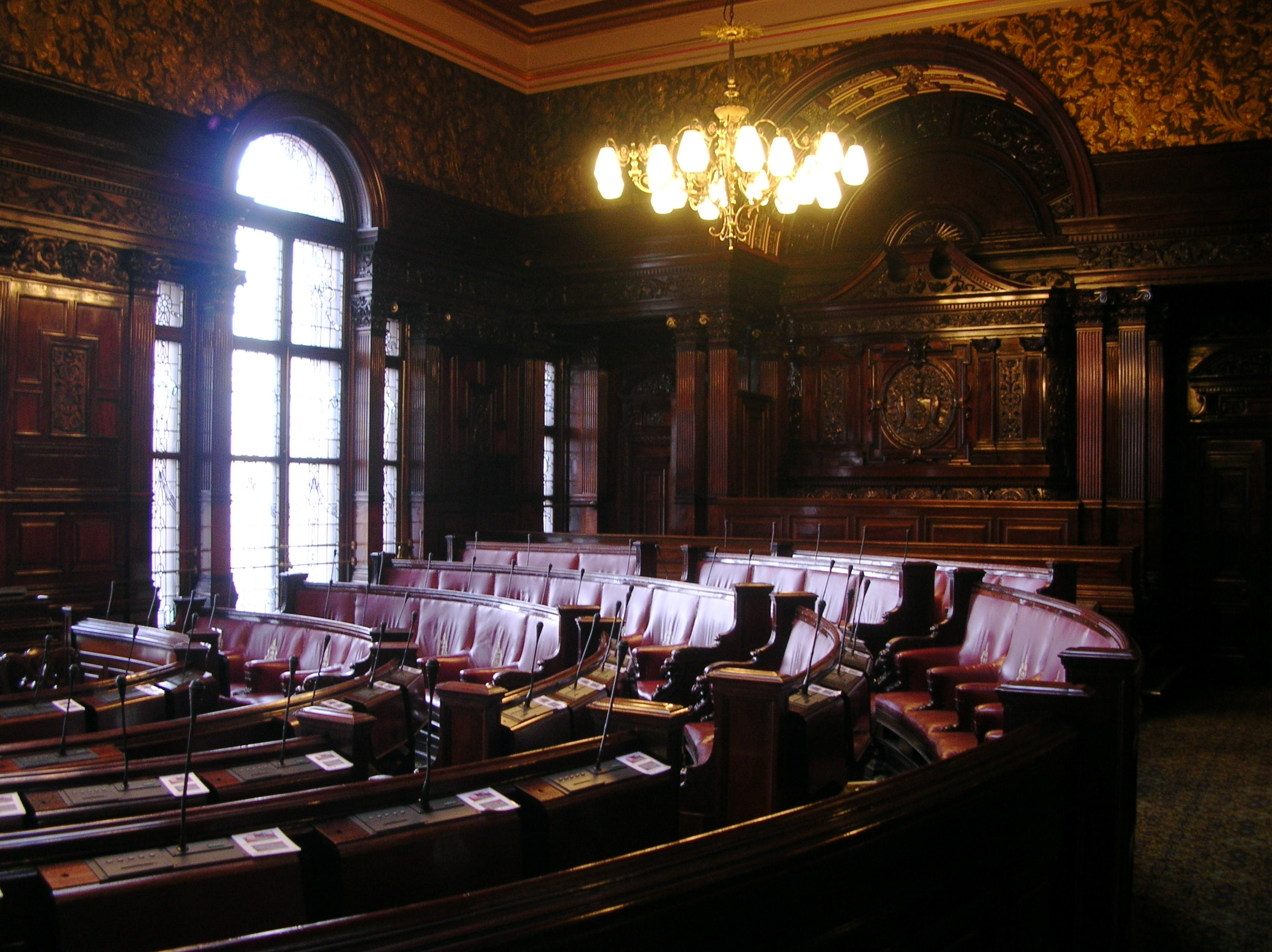
Зал Городских палат, в котором заседают члены Муниципального совета Глазго

В Парламенте Шотландии от Глазго присутствует 17 членов парламента (всего 23 % от общего количества), в Парламенте Великобритании — 9 членов парламента, избранных по системе голосования на основе большинства (та же схема применяется при выборах в муниципалитет).

## Экономика
Пережив в XX веке период резкого экономического спада, город постепенно возвращается на былые позиции. Теперь Глазго, наравне с Эдинбургом, вновь считается двигателем экономики региона (в сумме ВВП этих двух городов равен 67 % от общешотландского). Количество рабочих мест, предоставляемых городом, увеличилось с 309 тысяч в 1993 году до 419 тысяч в 2006 году, достигнув самого высокого уровня за последние 25 лет. Темпы экономического роста города ежегодно составляют 4,4 %, что является вторым показателем по Великобритании (после Лондона) — только в 2005 году было создано более 17 тысяч новых рабочих мест, а вливание частных инвестиций в экономику Глазго достигло в 2006 году 4,2 миллиарда фунтов стерлингов. Кроме того, отмечено и резкое снижение уровня безработицы (на 45 % за последние 9 лет). ВВП города в 2006 году составил 12,8 миллиарда фунтов стерлингов, причём по величине ВВП на душу населения — 21 905 £ — Глазго занимает 11-е место среди городов Европы.
За последние 20 лет в Глазго произошла значительная диверсификация экономики: традиционные отрасли промышленности (судостроение и тяжёлое машиностроение), от которых ранее зависело экономическое благополучие города, уступили главенствующее место сфере услуг (включает в себя развитие финансового сектора и биологических наук, коммуникации, здравоохранение, розничную торговлю и прочее). Важное место в экономике города занимает туризм — Глазго считается третьим по популярности городом Великобритании (после Лондона и Эдинбурга) и ежегодно принимает около 4 миллионов туристов.
В Глазго расположены штаб-квартиры ряда крупных компаний, среди которых — энергетическая компания Scottish Power.

## Районы

### Центр
Центр Глазго — это городское пространство на северном берегу Клайда, ограниченное Хай-стрит на востоке, руслом реки на юге и магистралью М8 на севере и западе. Историческим центром является область между собором св. Мунго и площадью Глазго-кросс, которые расположены соответственно на севере и юге Хай-стрит, старейшей улицы города.

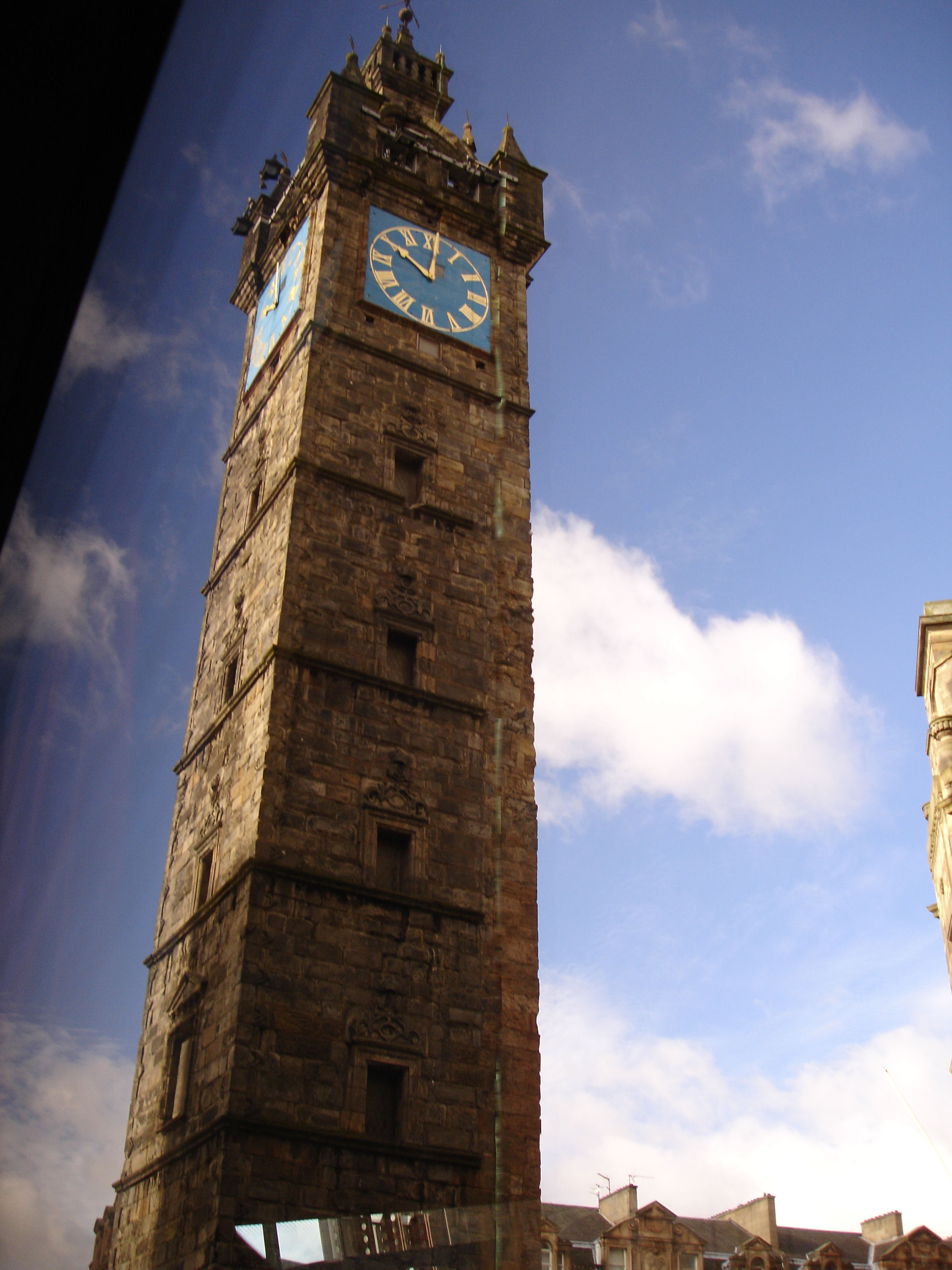
Часовая башня Толбут

Сердце Глазго — это площадь Джордж-сквер, к которой примыкают Городские палаты, место заседания муниципалитета. Основные пешеходные улицы — Бьюкенен-стрит (Buchanan Street), Аргайл-стрит(Argyle Street) и Сокихолл-стрит (Sauchiehall Street). В центре города сосредоточены не только основные достопримечательности, театры, музеи и галереи, но и множество ресторанов, кафе и торговых центров, что делает эту часть города привлекательным местом для шопинга и досуга.

#### Мерчант-Сити
В XVIII—XIX веках в Мерчант-Сити (Торговом городе), что расположен в восточном секторе городского центра, селились богатые коммерсанты, сделавшие состояние на торговле табаком, сахаром и другими товарами. Во времена экономического кризиса многие здания пришли в упадок, но в 1980-х годах был запущен проект по восстановлению района, и теперь отреставрированные неоклассические особняки и бывшие торговые склады занимают дорогие магазины, рестораны и кафе. Центром Мерчант-Сити считается Глазго-кросс — место пересечения пяти главных улиц квартала, — а в центре площади, в свою очередь, возвышается часовая башня Толбут, единственная сохранившаяся часть старого муниципалитета Глазго.

#### Деловой район

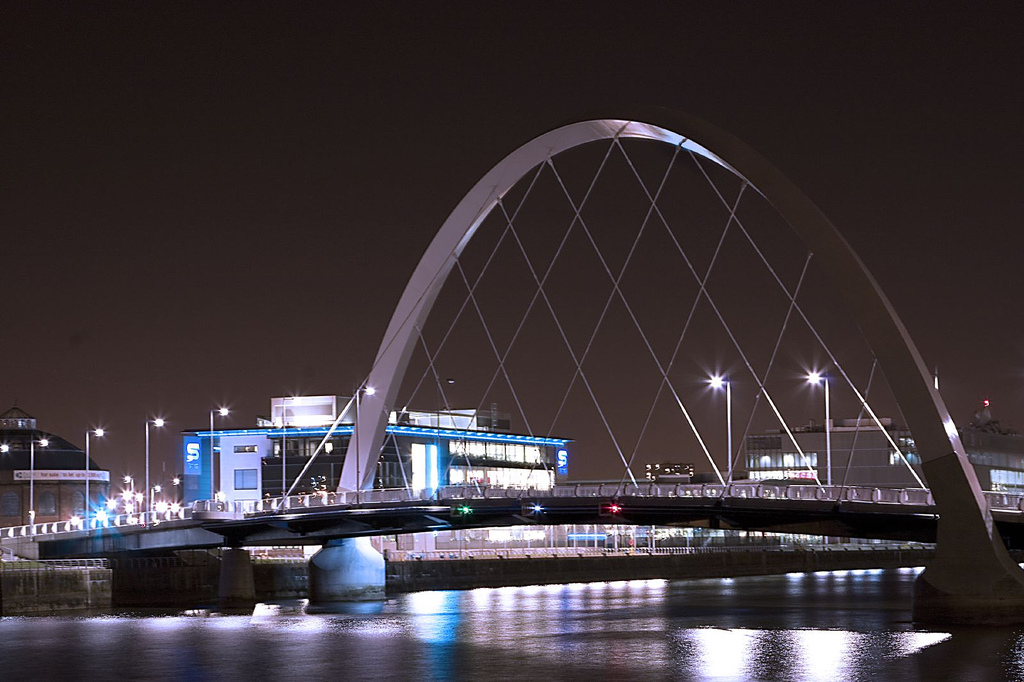
Мост Clyde Arc в районе IFSD

В западном секторе центра Глазго находится квартал, где сконцентрированы финансовые учреждения города. Являясь одним из самых крупных деловых центров Великобритании (после лондонского и эдинбургского), официально он носит название Международного района финансовых операций (IFSD), но обычно его называют «квадратным километром» или «Клайдской Уолл-стрит». Бюджет проекта по развитию квартала — он был запущен в 2001 году и включал в себя работы по привлечению к сотрудничеству компаний, занимающих лидирующие позиции на мировых финансово-экономических рынках, а также по планированию и обустройству квартала — превысил 750 миллионов фунтов стерлингов. Власти города рассчитывают, что к 2011 году IFSD обеспечит рабочими местами около 20 тыс. человек. В пределах квартала располагаются представительства различных финансовых групп (и в том числе штаб-квартиры восьми из десяти ведущих на территории Великобритании страховых компаний): Abbey, Aviva, Barclays, Direct Line, HBOS, JP Morgan, Lloyds TSB, Morgan Stanley, National Australia Group, Royal Bank of Scotland и др. В 2005 году IFSD был признан самым успешным коммерческим проектом по регенерации в Великобритании.

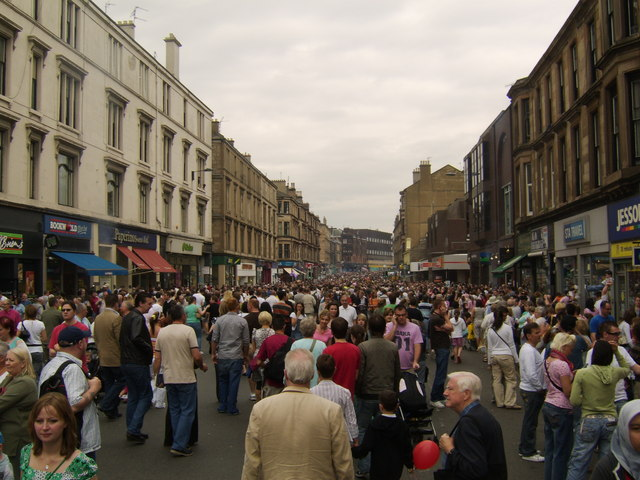
Байрс-роуд

### Вест-Энд
Эта самая шумная и космополитическая часть города является средоточием модных кафе, баров, дорогих магазинов, клубов, ресторанов и гостиниц. Главная улица — Байрс-роуд. В пределах Вест-Энда расположены университет Глазго (его главная достопримечательность), парк Келвингроув, штаб-квартира телекомпании Би-би-си Шотландия, Ботанические сады, Шотландский выставочный и конференц-центр, спортивная арена Келвин-холл и несколько музеев — галерея Келвингроув, галерея Хантера и музей транспорта, который, впрочем, в 2009 году переместится к гавани, в новое здание по проекту Захи Хадид. В Вест-Энде обосновалось большинство студентов города. Ежегодно в июне его территория становится местом проведения фестиваля West End, самого крупного фестивального события в Глазго.

### Ист-Энд

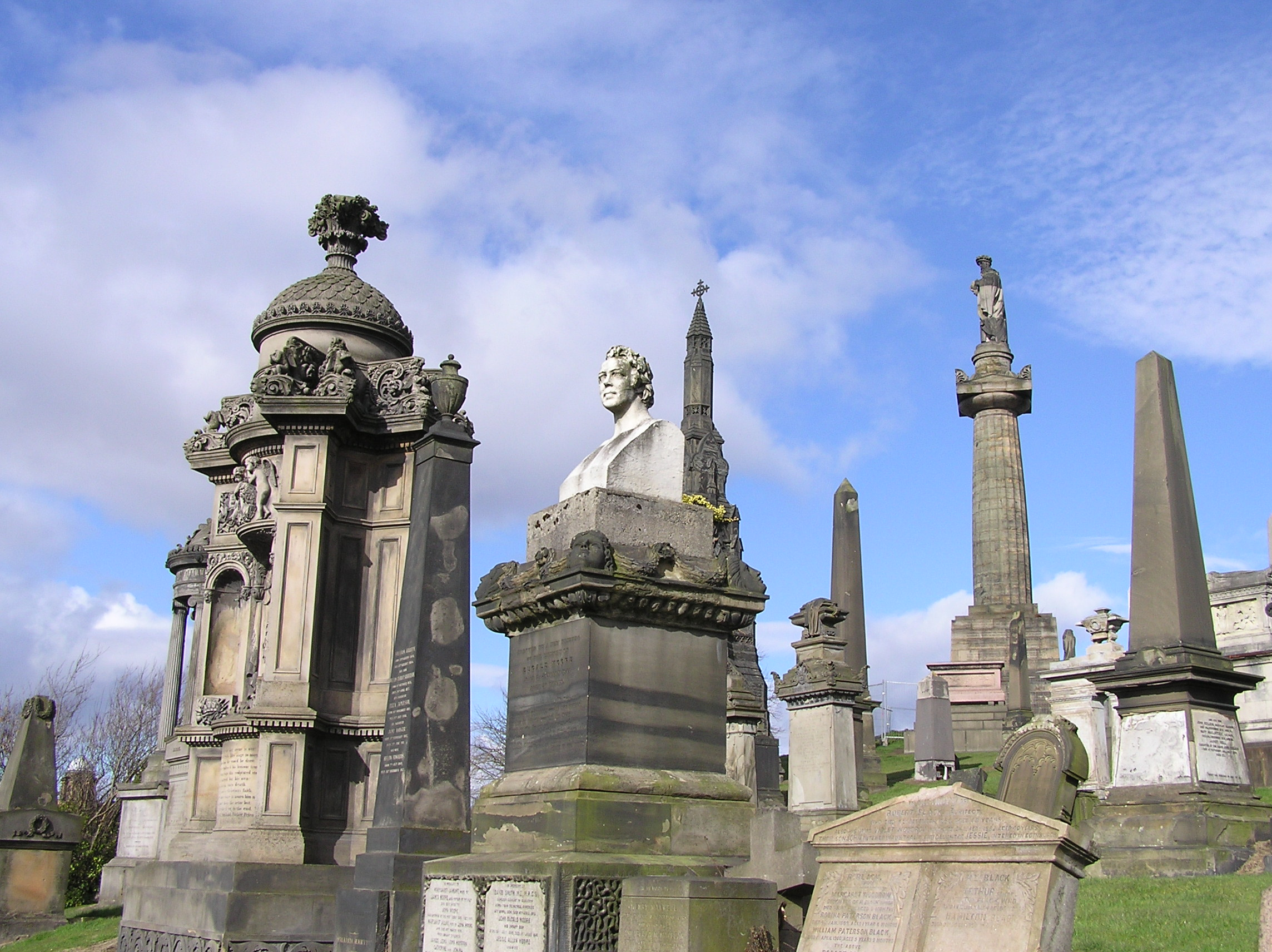
Некрополь Глазго

Главными ориентирами этой старейшей части города являются часовая башня Трон-стипл и собор св. Мунго. На холме поблизости от собора расположено городское кладбище, с 1831 года являющееся местом захоронения видных горожан. В центре кладбища находится статуя шотландского религиозного реформатора Джона Нокса, а некоторые надгробия выполнены по проектам известных архитекторов Чарльза Ренни Макинтоша и Александра Томсона. Другие достопримечательности Ист-Энда — поместье Прованд, рынок Баррас, дансинг The Barrowlands, старейший городской парк Глазго-Грин (где, начиная с XII века, проводится ежегодная ярмарка) и футбольный стадион Селтик-парк.

### Юг города
Помимо жилых кварталов, на юге города находятся несколько больших гольф-клубов, футбольный стадион Хэмпден Парк и крупные парки — среди них выделяются Куинз-парк, Беллахьюстон-парк (на территории которого можно увидеть здание дома Поклонников искусства по проекту Чарльза Ренни Макинтоша) и Поллок-парк, где расположены поместье Поллока и здание галереи собрания Баррела.

### Север города
Северные кварталы Глазго, где проживают беднейшие слои населения города — в социальном плане одни из наиболее проблемных в Шотландии. По статистике, там сосредоточено наибольшее количество неполных семей, самый высокий по городу уровень безработицы и самоубийств. Критическая ситуация сложилась и в сфере здравоохранения — количество смертей от передозировки наркотиков на севере Глазго в пять раз выше, чем в среднем по Шотландии, высока смертность от раковых и сердечных заболеваний (соответственно до 33 % и 45 % от общешотландского количества). В настоящее время властями инициировано несколько программ, призванных изменить к лучшему ситуацию в северном Глазго. Основные цели — создание новых рабочих мест, повышение уровня жизни, обеспечение поддержки местным предпринимателям и прочее.

## Архитектура
Средневековая архитектура Глазго практически не сохранилась, за исключением кафедрального собора св. Мунго. Из множества церковных построек, окружавших его в прошлом, ныне осталось лишь относящееся к XV веку поместье Прованд. В отличие от Эдинбурга, в современном Глазго можно встретить достаточно мало зданий, сооружённых ранее XIX века. Наиболее примечательные из них — сохранившаяся с 1529 года часовая башня Трон-театра, башня Толбут и здание Торгового дома, построенное в 1791—1794 годах архитектором Робертом Адамом.

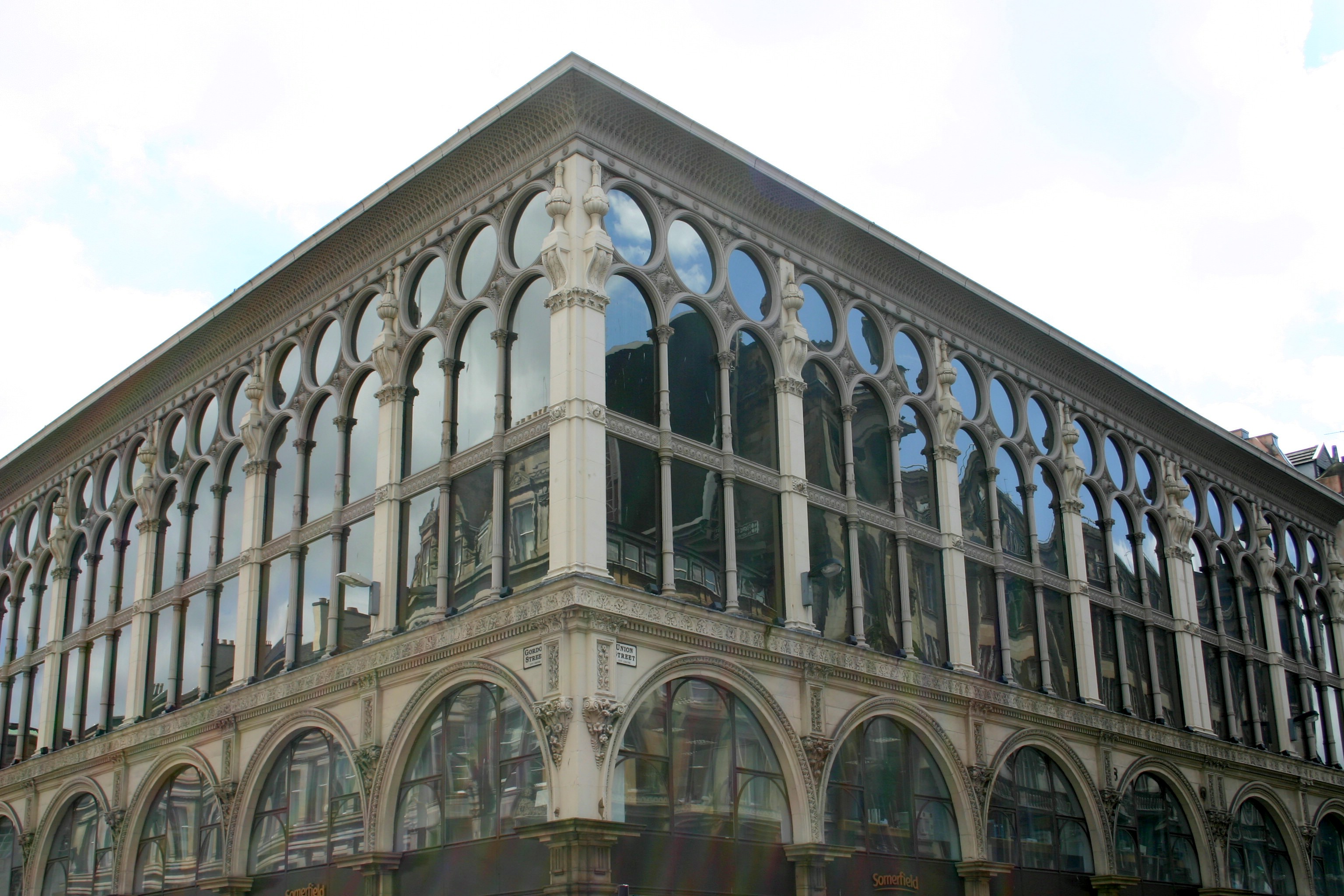
Здание Ca’d’Oro

Бо́льшая часть архитектурного наследия города относится к XIX веку и началу XX века, когда Глазго по праву считался вторым городом Империи. Дома этого периода выстроены в самых разнообразных стилях. Так, яркими примерами венецианского стиля являются Городские палаты Глазго (1888), бывшие склады Гарднеров (1856), ковровая фабрика Темплтона (1892), напоминающая Дворец дожей, и здание Ca’d’Oro (1872), спроектированное архитектором Ханименом под впечатлением от одноимённого дворца в Венеции. В неоклассическом стиле построены Каледонская церковь (1857) и Галерея современного искусства (это здание, принадлежавшее когда-то табачному магнату Уильяму Каннингему, было возведено в 1778 году, но в начале XIX века значительно реконструировано). Черты неоготического стиля присутствуют в облике кафедральных соборов девы Марии (1873), св. Андрея (1817) и св. Луки (1877).
К наиболее важным современным архитектурным проектам в Глазго относится здание Королевского концертного зала (1990), здание Центра науки Глазго (2001), комплекс Шотландского выставочного и конференц-центра (с 1983 по 2007 год), торговые центры Buchanan Galleries (1999) и St Enoch Centre (1989).
Архитекторы, более всего повлиявшие на формирование облика города:

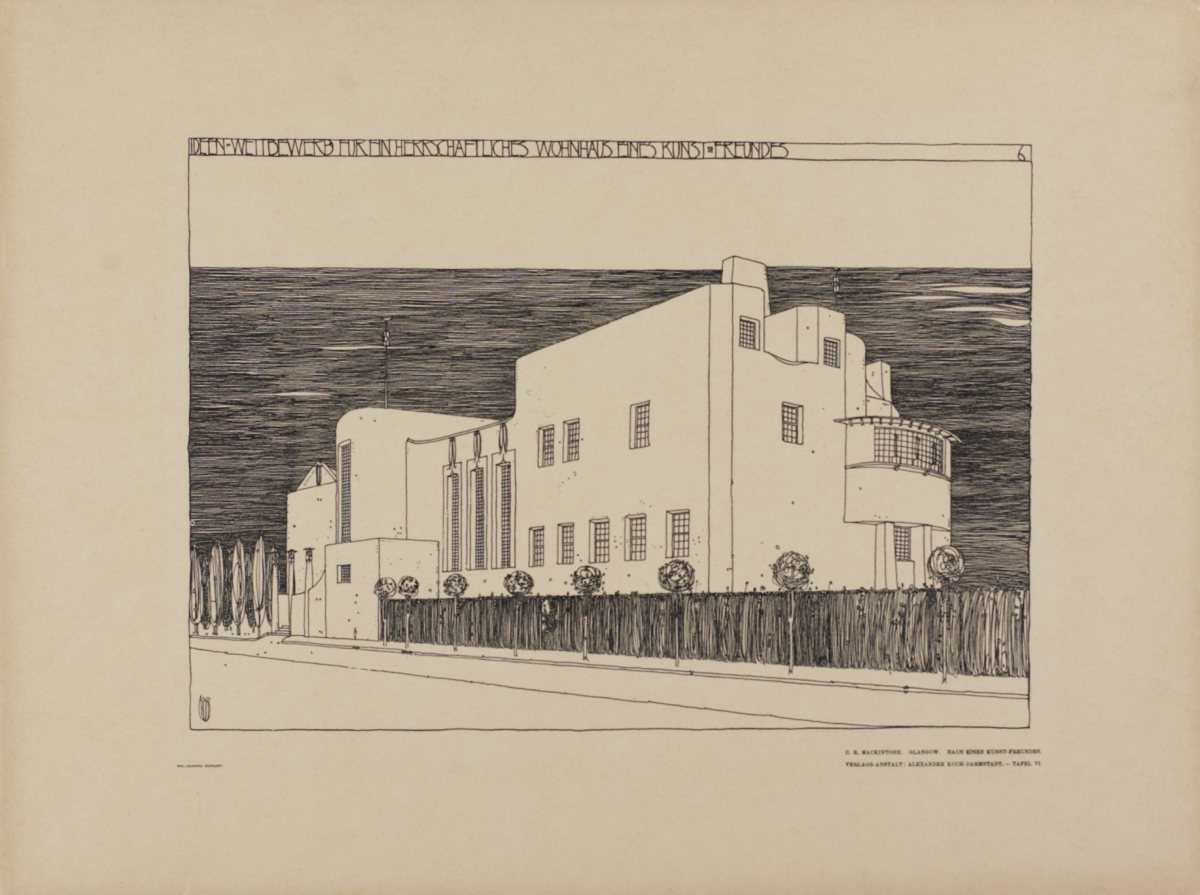
Чарльз Ренни Макинтош. Эскиз дома Поклонников искусства

- Александр Томсон — спроектировал десятки домов в неоклассическом стиле, за пристрастие к которому получил прозвище «грек»[76].

### Мосты
Дополнительный колорит городскому облику придают два десятка мостов самых разных типов (подвесных, вантовых, арочных и пр.), переброшенных через реку, которая делит Глазго на две части. Среди них есть как пешеходные, так и автомобильные и железнодорожные. Самые старые из сохранившихся — мост на Саус-Портленд-стрит, мост св. Андрея и Виктория-бридж — были построены в середине XIX века. Один из наиболее впечатляющих — арочный мост Clyde Arc (построен в 2006 году), прозванный местными жителями «Косым мостом» (англ. Squinty Bridge) из-за угла, под которым он пересекает реку.
Мосты «в никуда» шоссе M8 — общее название трёх мостов на шоссе M8. Один из них, к примеру, строился с 1970-х годов до 2013 года, отчего и пошло прозвище «мосты в никуда».

### Парки
Некоторые из 70 парков, расположенных в черте города:
- Парк Келвингроув — один из классических образцов парка в викторианском стиле — был разбит в 1852 году по проекту Джозефа Пакстона (известного британского архитектора тех лет и автора лондонского Хрустального дворца) и с тех пор является популярным местом отдыха горожан. На его территории находятся художественная галерея Келвингроув, теннисные корты, площадки для игры в крокет и боулинг на траве, детские игровые площадки.
- Куинз-парк, названный в честь королевы Марии Стюарт, был открыт в 1857 году (проектировщиком вновь выступил Джозеф Пакстон). Равно как Келвингроув, Куинз-парк предоставляет самые разнообразные возможности для отдыха (на его территории есть спортивные площадки, кафе и бары, площадки для пикников и пр.).
- Глазго-Грин — старейший городской парк Глазго, история которого берёт истоки с середины XV века, когда епископ Тёрнбулл передал земли Глазго-Грин в общественное пользование — является излюбленным местом проведения различных культурных мероприятий, от Международного фестиваля волынщиков до ежегодного праздника фейерверков. В черте парка находятся Народный дворец, ковровая фабрика Темплтона и футбольный центр.
- Ботанические сады Глазго, встречающие до 400 тыс. посетителей в год, были открыты в 1817 году и славятся коллекциями тропических орхидей, бегоний и древовидных папоротников. Главная достопримечательность садов — дворец Киббла, изящная стеклянная оранжерея XIX века с мраморными скульптурами внутри.

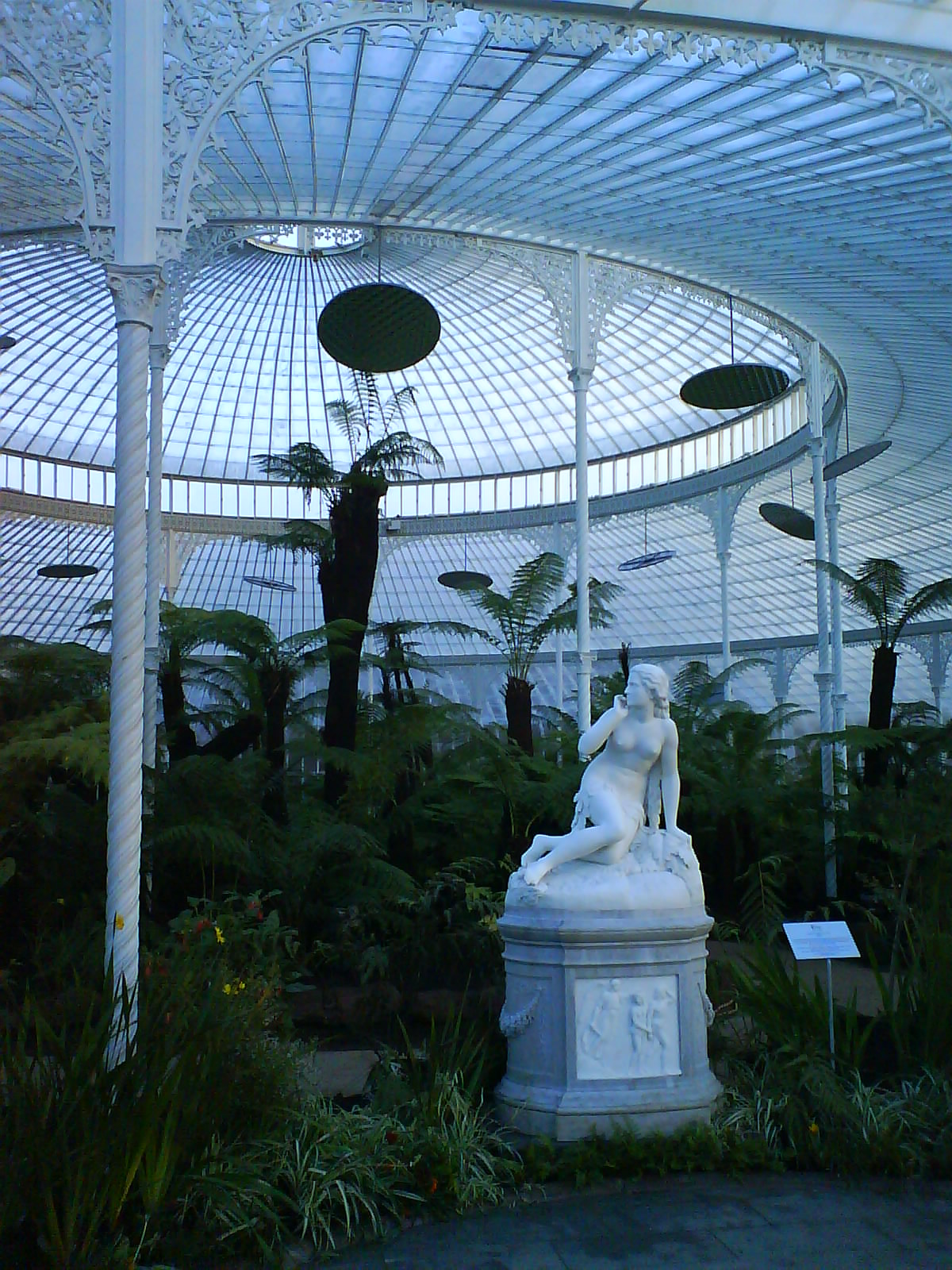
Внутри дворца Киббла

## Культура
Культурная жизнь города, провозглашённого Культурной столицей Европы 1990 года, довольно разнообразна. В Глазго базируется большинство национальных организаций, имеющих отношение к искусству — в том числе Шотландская опера, Шотландский балет, Национальный театр Шотландии, Королевский шотландский национальный оркестр, Шотландский симфонический оркестр BBC и Национальный молодёжный театр Шотландии. В 1999 году появилась традиция утверждать поэта-лауреата Глазго, с 2005 года это почётное звание носит поэтесса Лиз Локхед.

### Театры
В театрах Глазго представлен весь спектр исполнительных искусств. Репертуар Королевского театра составляют постановки классических пьес, оперные и балетные спектакли. На сцене театра-варьете «Павильон», основанного в 1904 году и встречавшего в своих стенах Сару Бернар, проходят мюзиклы и разнообразные представления. Кроме того, он является единственным частным театром Шотландии. В начале XX века был основан и Кингс-театр, специализация которого — постановки вест-эндских мюзиклов, продолжающих традицию Бродвея. Другими примечательными площадками Глазго являются Трон-театр, Ситизенс-театр и ряд небольших театров, ориентирующихся на современное и экспериментальное драматическое искусство.

### Музеи и галереи

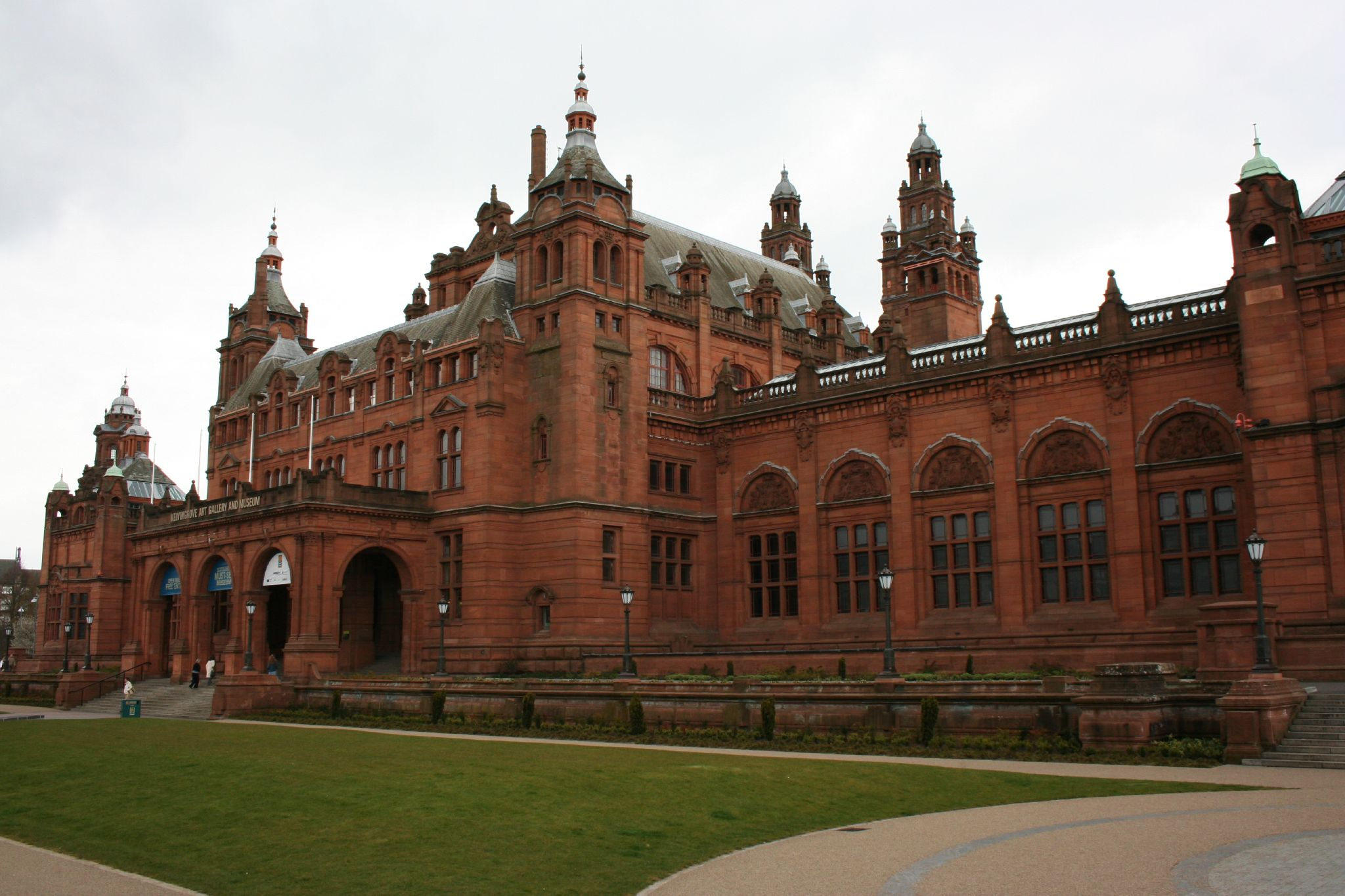
Художественная галерея и музей Келвингроув

Наиболее значительная коллекция живописи и объектов искусства представлена в галерее Келвингроув, самом посещаемом музее Шотландии. Среди его экспонатов — полотна Рембрандта, Рубенса, Тициана, Ван Гога, Моне, Пикассо, Дали. Не менее примечательно собрание Баррела. Около 9 тысяч экспонатов, в 1944 году подаренных городу предпринимателем и филантропом Уильямом Баррелом, иллюстрируют искусство разных стран и эпох — это работы мастеров Древнего Китая, Египта, Греции и Рима, полотна импрессионистов (в том числе, Дега и Сезанна), скульптура, предметы средневекового и исламского искусства, коллекция оружия и доспехов, гобелены и витражи. Другие музеи и галереи Глазго:
- Галерея современного искусства (среди экспонатов — работы Уорхола и Хокни)

- Художественная галерея Хантера
- Галереи Маклеллана
- Народный дворец
- Поместье Поллока

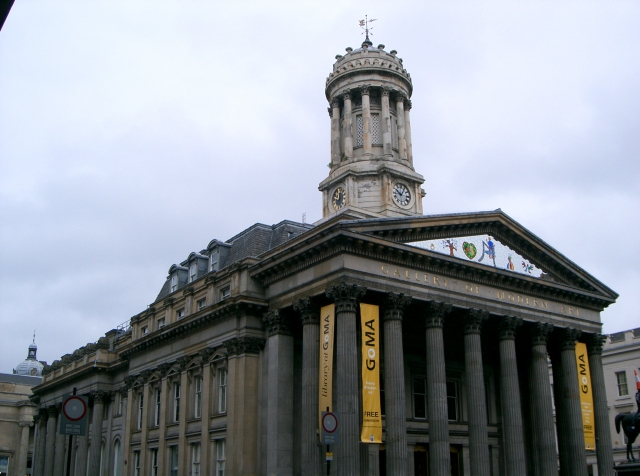
Галерея современного искусства (GoMA), вторая по посещаемости за пределами Лондона

- Музей религиозной жизни и искусства святого Мунго
- Шотландский национальный музей сельской жизни
- Музей шотландского футбола
- Шотландский музей школы

### Клубы, концертные залы и кинотеатры

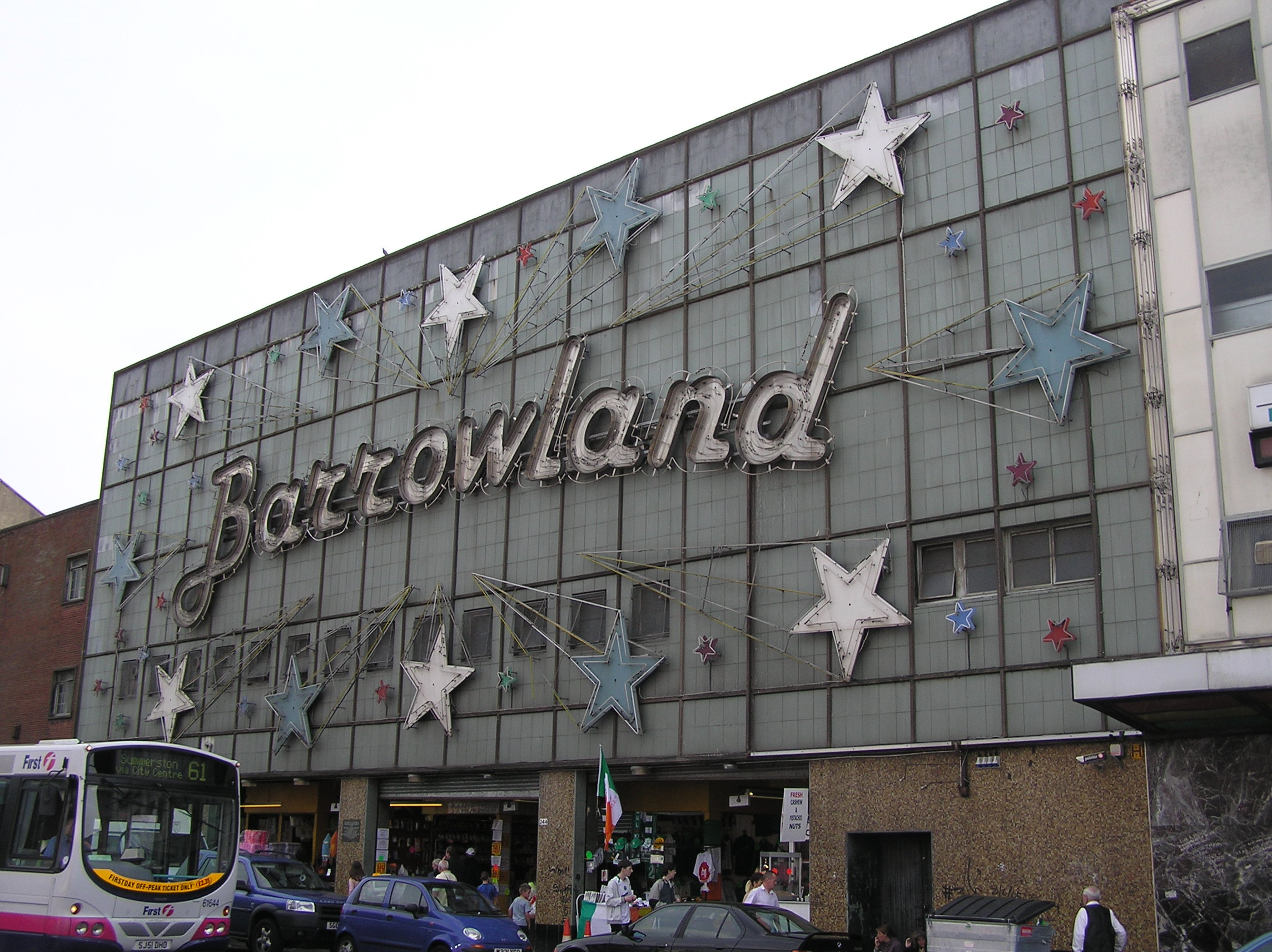
Дансинг The Barrowlands

Музыкальная сцена города — одна из наиболее ярких в Великобритании. Среди больших площадок, помимо Королевского концертного зала и Шотландского выставочного и конференц-центра, — вторая по значимости британская рок-площадка — дансинг The Barrowlands в Ист-Энде, на сцене которого выступали многие популярные группы, от The Cure и The Smiths до Megadeth и Metallica. Также происходят живые концерты в клубе King Tut's Wah Wah Hut, после выступления в котором в 1993 году группа Oasis подписала контракт с Creation Records. Ночные клубы Глазго, равно как и в других больших городах страны, ориентируются на самые разнообразные музыкальные жанры. Наиболее популярные из них: The Arches, Blanket, Campus, Cathouse, Cube, Garage, Tiger Tiger, The Tunnel и другие. Глазго — родина музыкальных групп Belle & Sebastian, Glasvegas, Franz Ferdinand, The Fratellis, Mogwai, Primal Scream, Simple Minds, Texas, Travis, Camera Obscura, Chvrches.
В Глазго есть более 10 кинотеатров, в том числе открывшийся в 2001 году 18-зальный Cineworld, который занесён в книгу рекордов Гиннесса как самый высокий кинотеатр в мире.

### Фестивали

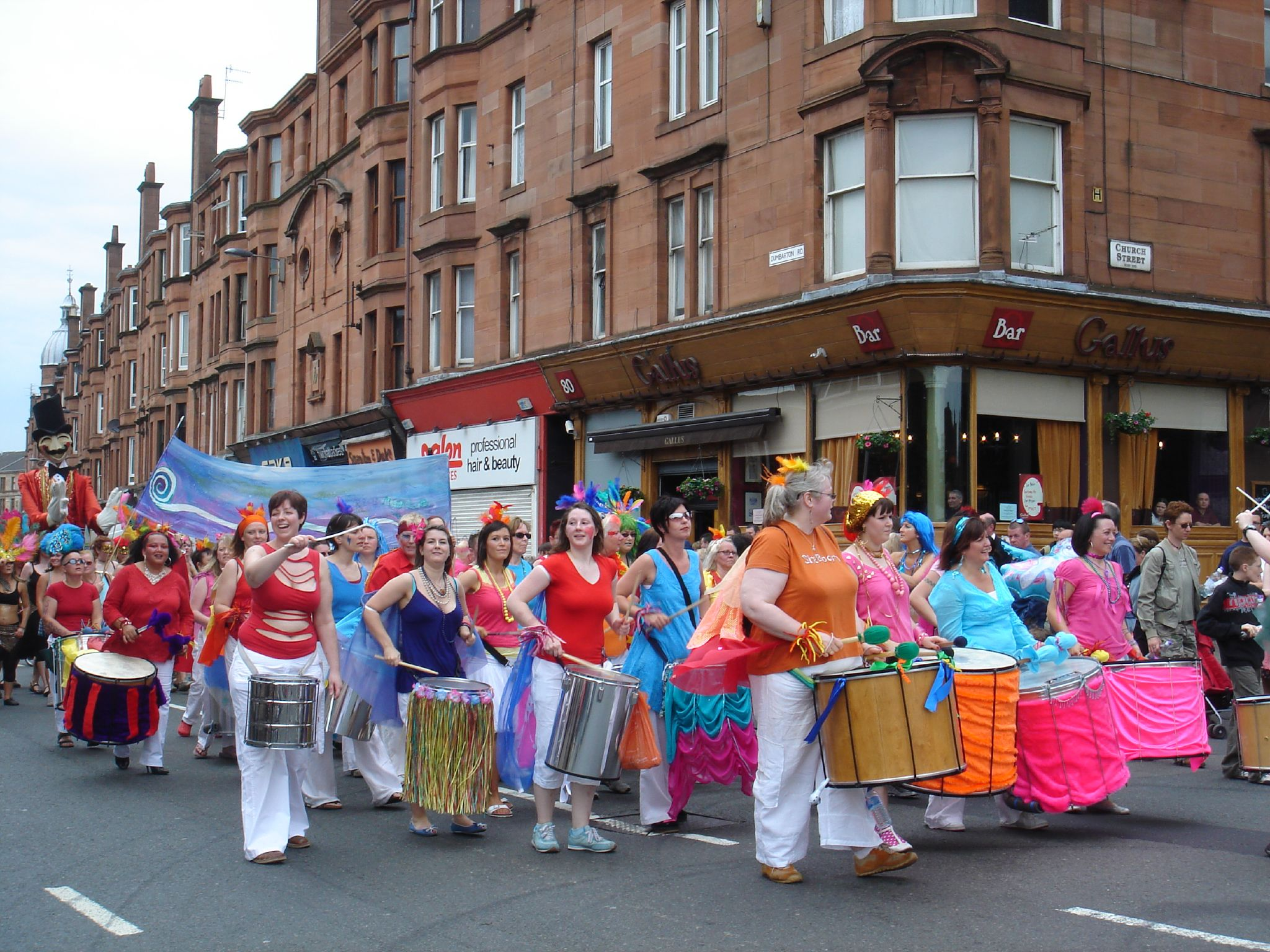
Парад барабанщиков на фестивале West End

Фестивальная жизнь города — одна из самых насыщенных в Шотландии. Но в отличие от Эдинбурга, где фестивальным месяцем является август, в Глазго фестивали проводятся на протяжении всего года. Наиболее значительным из них является фестиваль West End, который проводится начиная с 1996 года в июне. Это самое крупное фестивальное событие года, включающее в себя выступления уличных театров, музыкальные и танцевальные мероприятия, карнавальные шествия, парады и др.

### СМИ
В Глазго базируется значительное количество офисов различных СМИ — как городских, так и региональных. В частности, это:
- штаб-квартиры телекомпании Scottish Television, а также телекомпании BBC Scotland (шотландского подразделения BBC) и радиостанции BBC Radio Scotland;
- головные офисы распространяющихся на территории Шотландии газет Daily Record, Evening Times, Sunday Mail и The Herald;
- региональные редакции британских газет The Sun, Daily Mail, The Times и The Sunday Times;
- редакции местных городских газет The Digger, The Glaswegian, The Glasgow East News и др.

### Библиотеки

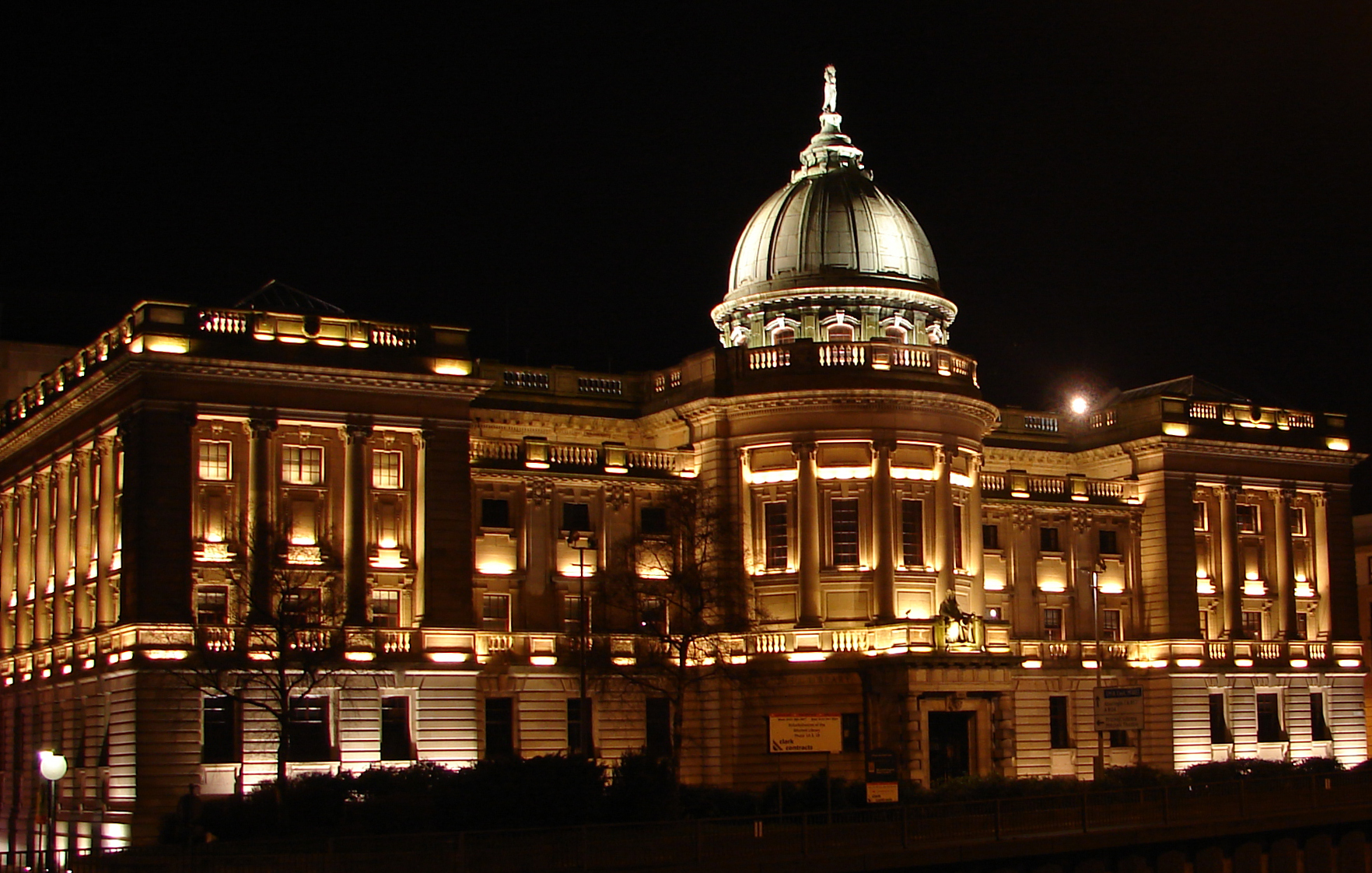
Библиотека Митчелла

В городе имеется 37 публичных библиотек и в том числе — самая большая справочная библиотека Европы — библиотека Митчелла, основанная в 1877 году по завещанию табачного магната Стивена Митчелла. Её собрание содержит 1,3 миллиона книг и 35 тысяч карт, а также фотографии, микрофильмы и архив газет.

## Образование

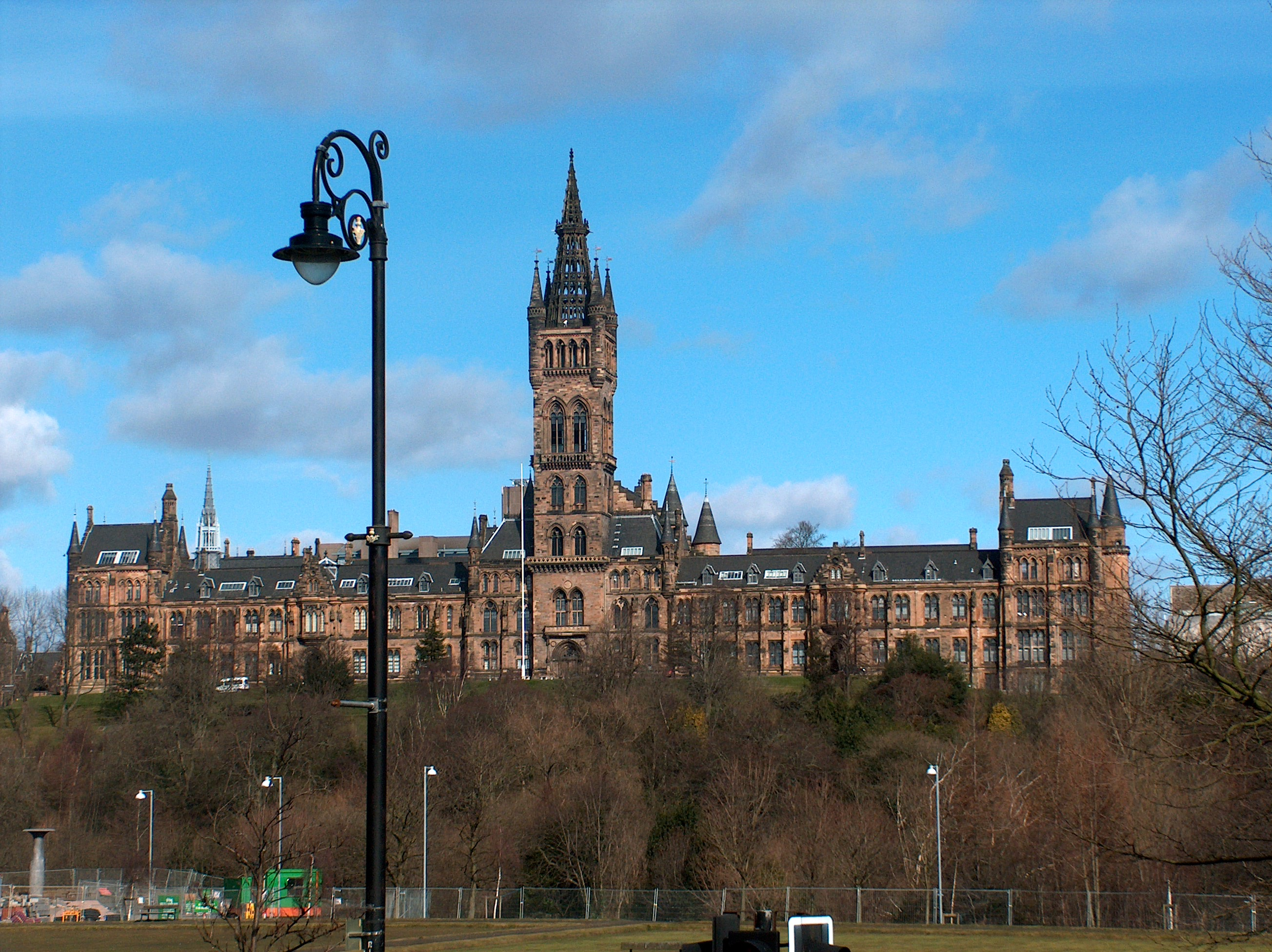
Университет Глазго

В Глазго расположено 184 начальные школы и 29 средних школ, есть русская школа в Глазго, а также 34 школы, в которых обучаются дети с особыми образовательными потребностями. В нескольких школах преподавание ведётся на гэльском языке.
Высшие учебные заведения города:
- Университет Глазго — будучи основанным в 1451 году, является вторым по дате основания в Шотландии (после Сент-Эндрюсского). На девяти факультетах университета обучается более 23 тысяч студентов[98].
- Университет Стратклайда — основан в 1796 году, на его пяти факультетах обучается более 25 тысяч студентов[98].
- Каледонский университет — основан как колледж в 1875 году, получил статус университета в 1993 году, на его трёх факультетах обучается более 17 тысяч студентов[98].

Помимо университетов в городе имеется ряд колледжей и академий — Шотландская королевская академия музыки и драмы, Школа искусств, Морской колледж, Колледж коммерции и др. По количеству студентов — 168 тысяч человек — Глазго занимает первое место в Шотландии и второе в Великобритании (после Лондона).

## Спорт

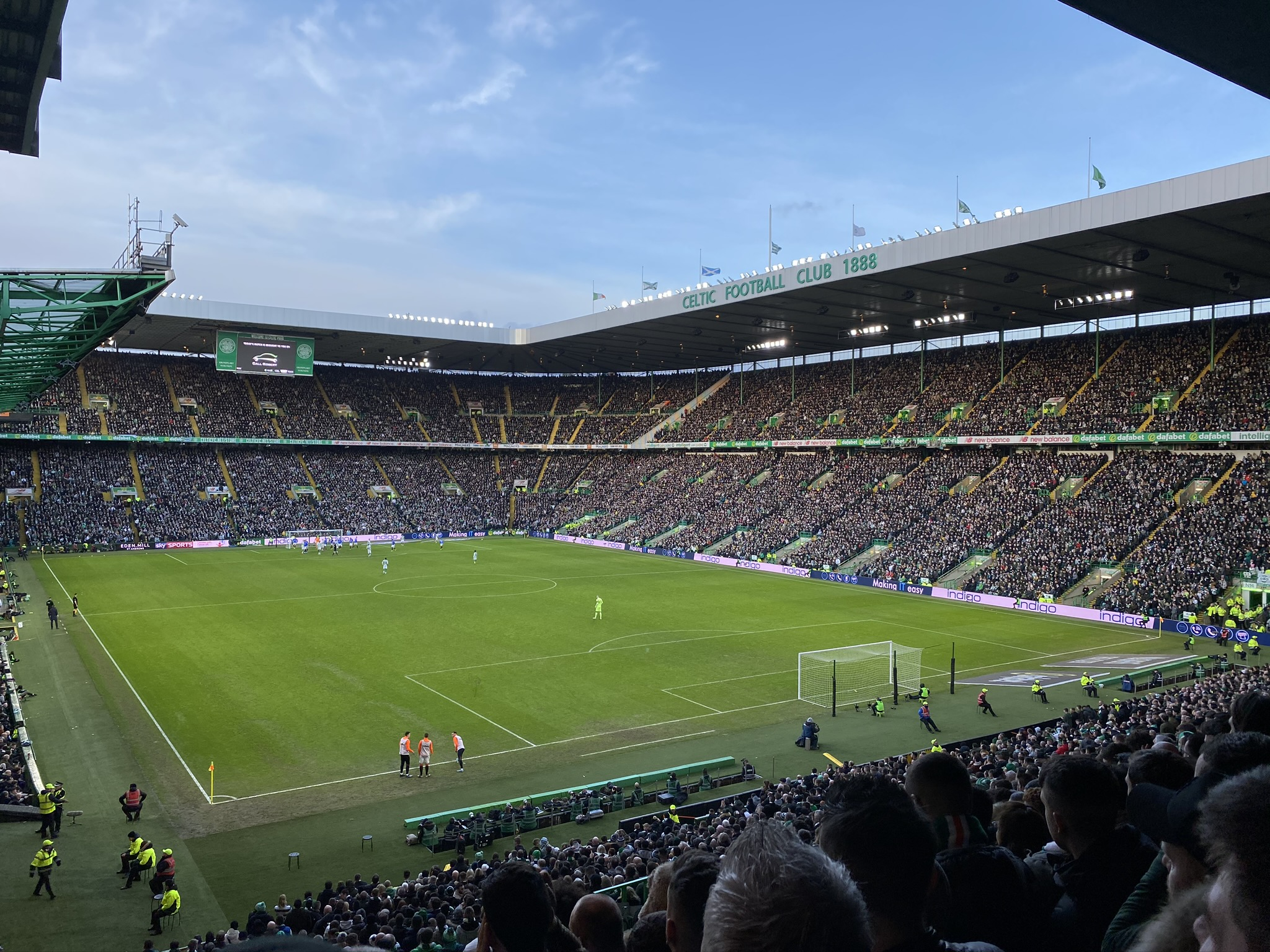
Стадион Селтик-парк

### Футбол
Глазго — родина сильнейших футбольных клубов Шотландии — «Селтика» и «Рейнджерс» (см. статью Old Firm), а также команд «Партик Тисл» и «Куинз Парк». Помимо них в Глазго базировалось ещё 6 клубов — «Клайд» (ныне в Кимбернолде) и прекратившие существование «Терд Ланарк», «Камбасленг», «Порт Глазго Атлетик», «Коулейрс» и «Клайдсдейл». Три футбольных стадиона Глазго занимают первые места по вместимости среди футбольных стадионов Шотландии — это «Селтик Парк», «Хэмпден Парк» и «Айброкс» (вместимость соответственно 60 832, 52 670 и 51 082 чел.). Примечателен тот факт, что Глазго был местом проведения первого в мире международного футбольного матча, состоявшегося 30 ноября 1872 года. Встретившиеся в этот день на поле сборные Англии и Шотландии сыграли вничью со счётом 0:0.

### Другие виды спорта
Профессиональная регбийная команда города Glasgow Warriors выступает, наряду с другими командами Шотландии, Ирландии и Уэльса, в Кельтской лиге. Также в 1997 году была образована любительская регбийная команда Glasgow Hawks. Единственная баскетбольная команда города называется Scottish Rocks и выступает в Британской баскетбольной лиге. Кроме того, в Глазго произошло зарождение американского футбола Шотландии, когда в 1984 году была образована первая любительская команда Glasgow Lions. Существует и несколько команд по игре в шинти. Основные спортивные арены города (помимо футбольных) — это Келвин-холл и стадион в Скотстуне, где в 2003 году была открыта Национальная академия бадминтона. Тогда же Глазго был назван Спортивной столицей Европы 2003 года. В Глазго существует команда по хоккею с шайбой на льду Глазго Клэн выступающая в Британской элитной хоккейной лиге.

### Игры Содружества

Логотип заявки на проведение Игр

9 ноября 2007 года было принято решение в пользу Глазго (второй претендент Абуджа (Нигерия)) на право принять у себя Игры Содружества 2014 года. Шотландия в третий раз станет страной-устроителем Игр Содружества (в 1970 и 1986 годах игры проводились в Эдинбурге). Помимо прочего, основанием является наличие уже отстроенных спортивных объектов — стадион Хэмпден-парк, Международный водный центр в Толлкроссе, Национальная крытая спортивная арена и велодром, спортивные сооружения в парке Келвингроув. В планах — строительство Шотландской национальной арены на территории Шотландского выставочного и конференц-центра (SECC). Заявленная программа игр включает в себя 17 видов спорта: бадминтон, бокс, борьба, боулинг на траве, велоспорт, водные виды спорта, гимнастика, дзюдо, лёгкая атлетика, настольный теннис, нетбол (среди женщин), регби (среди мужчин), сквош, стрельба, триатлон, тяжёлая атлетика, хоккей на траве.

## Транспорт

### Автомобильный транспорт

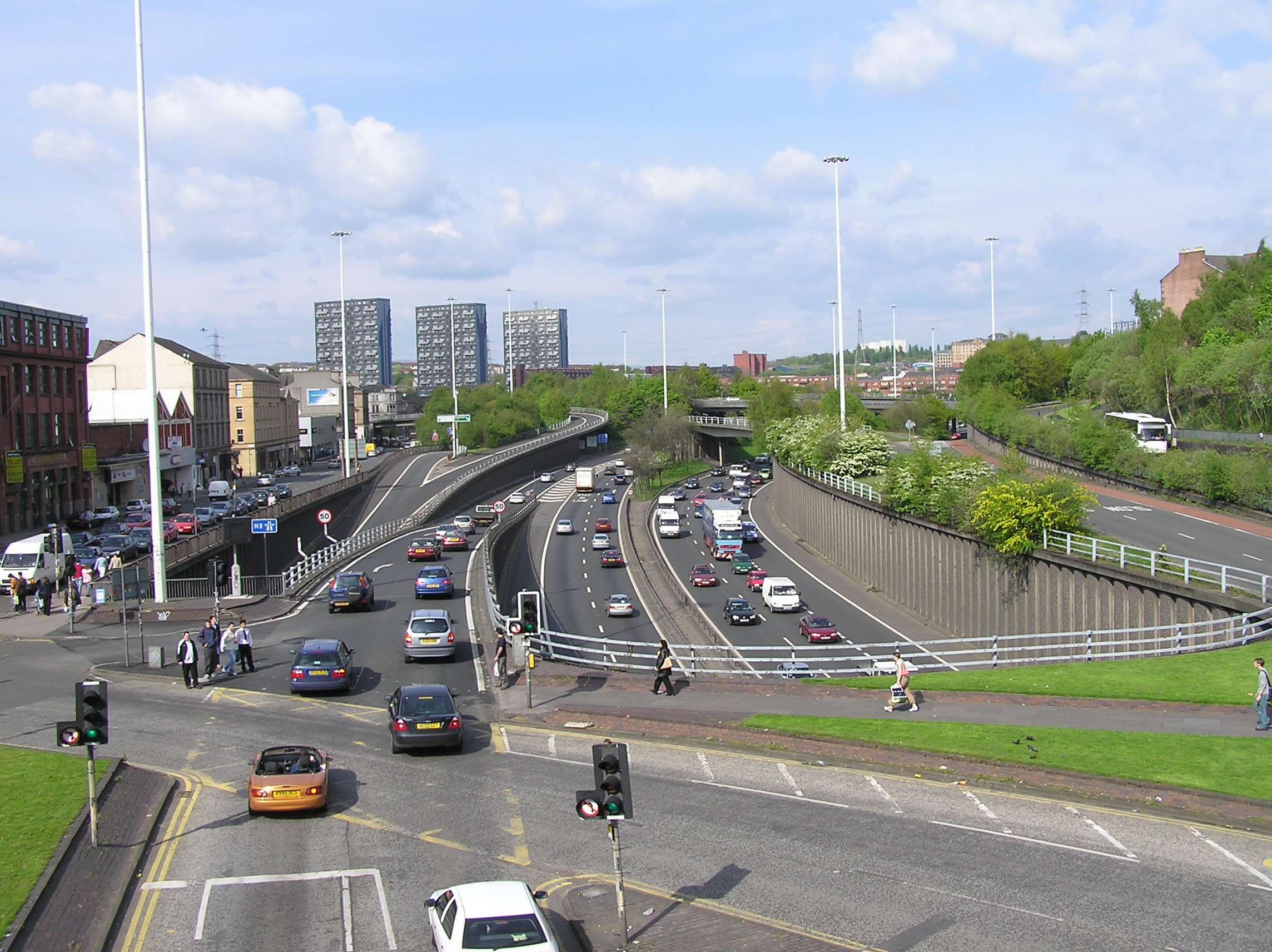
Магистраль М8

Глазго является одним из крупных транспортных узлов Великобритании. С другими регионами страны город связывают дороги:
- A8/М8 — главная магистраль, пересекающая Шотландию от западного до восточного побережья и связывающая Глазго и Эдинбург;
- A82 — проходит через Дамбартон к Лох-Ломонду и выше на северо-запад Шотландии;
- A80/M80 — ведёт на северо-восток до Стерлинга;
- A74/M74 — связывает Глазго с южными областями Шотландии и северными областями Англии;
- A77/M77 — ведёт на юго-запад до Эра через Килмарнок.

Несмотря на развитую сеть дорог в пределах Глазго, доля горожан, не владеющих автомобилем и предпочитающих пользоваться общественным транспортом, значительно выше, чем в среднем по Шотландии (составляет соответственно 56 % и 34 % семей).

### Городской транспорт

Автобус на улицах Глазго

За координацию и развитие общественного транспорта отвечает государственная организация Strathclyde Partnership for Transport (SPT).
В городе функционирует около 40 автобусных компаний, причём на долю компании First приходится до 70 % от всех перевозок. Вплоть до середины XX века по Глазго курсировало множество двухэтажных трамваев и троллейбусов, однако по мере того, как горожане отдавали предпочтение другим видам транспорта, нагрузка на эти сети упала настолько, что было принято решение ликвидировать их. В последний раз трамвай проехал по улицам Глазго 4 сентября 1962 года, а троллейбус — в мае 1967 года.

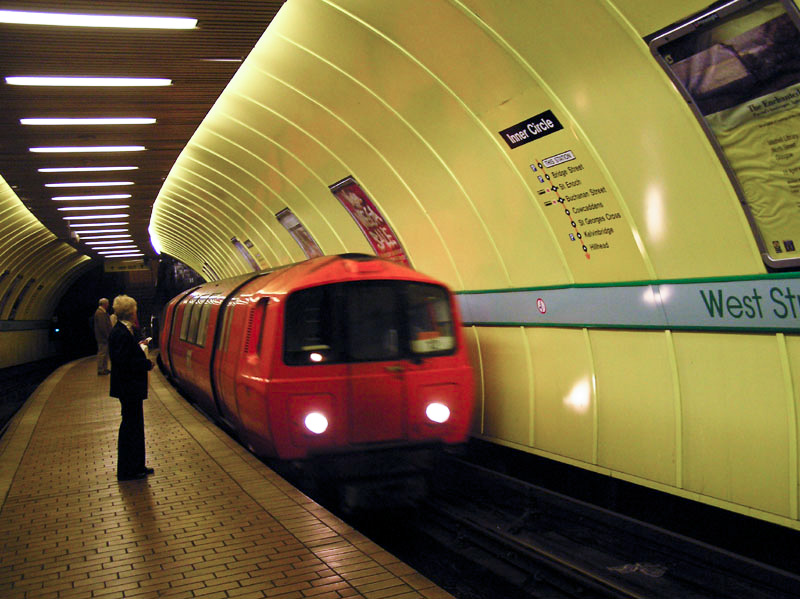
Станция метрополитена

В начале 1990-х годов была предпринята попытка запустить линию легкорельсового транспорта, однако проект по неизвестным причинам был отклонён властями.
Линия метрополитена Глазго — третья по дате основания в мире (после лондонского и будапештского) — была открыта в 1896 году и состоит из кольца с пятнадцатью станциями. В конце 1970-х линия была полностью модернизирована. Пассажиропоток метрополитена Глазго составляет более 13 миллионов пассажиров в год. Неофициальное прозвище — The Clockwork Orange («Заводной апельсин»). В 2023 г. весь подвижной состав был заменен на беспилотный производства фирмы Stadtler Rail.

### Железнодорожный транспорт

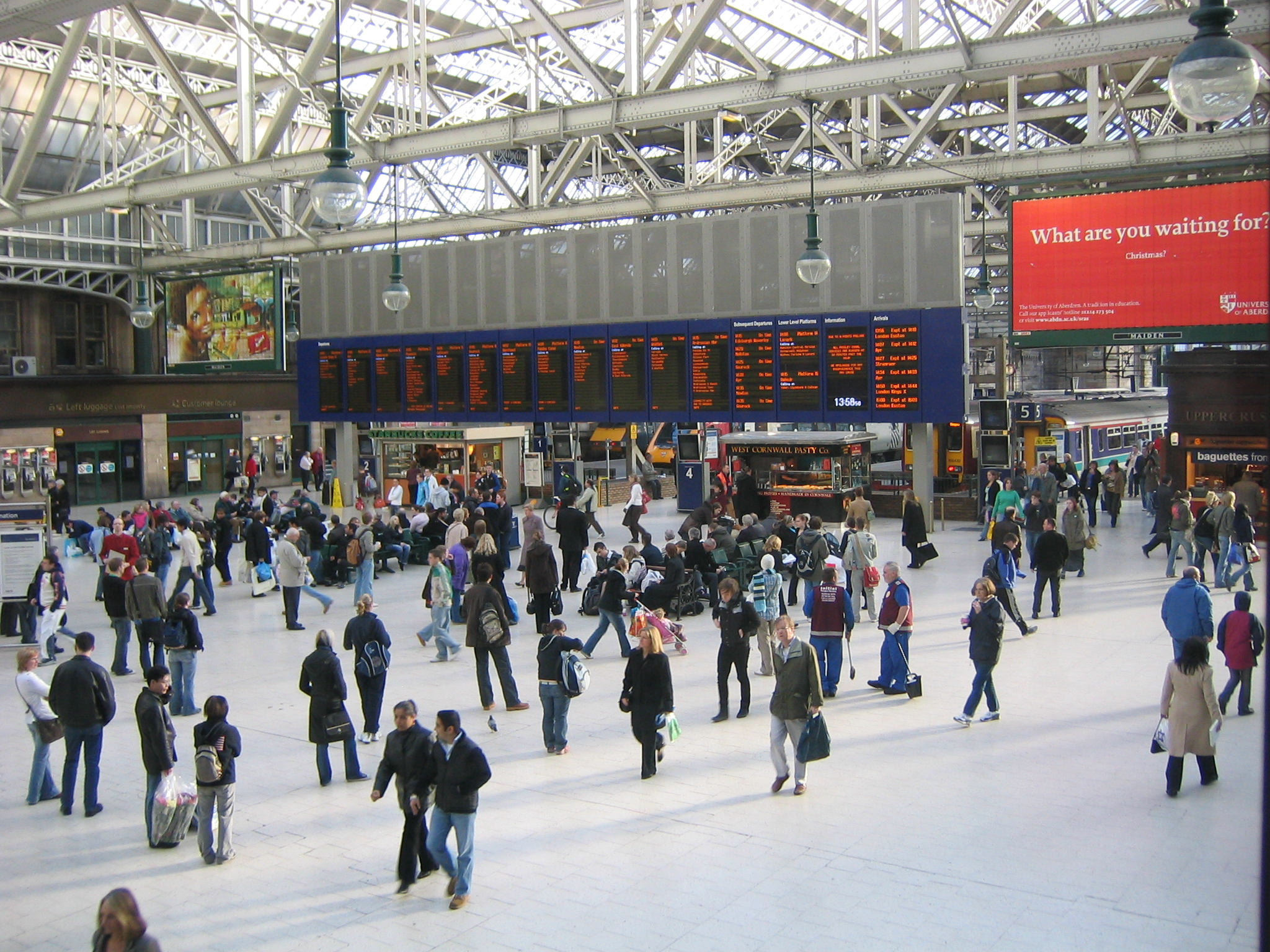
Вокзал Глазго-сентрал

Железнодорожное сообщение Глазго находится в ведении национального транспортного агентства Transport Scotland. Главные станции — вокзалы Глазго-сентрал и Куин-стрит, поезда с которых отправляются, соответственно, в южном направлении и в северном и северо-восточном направлениях. Глазго-сентрал (обладатель национальных железнодорожных наград 1999 и 2005 годов) является самым оживлённым вокзалом Шотландии, ежегодно обслуживая более 29 миллионов человек. Вокзал Куин-стрит сильно уступает ему по объёму перевозок, которые составляют около 4 миллионов человек в год.

### Водный транспорт
Ранее в Глазго функционировало несколько паромных переправ, однако теперь их практически полностью вытеснили мосты и проложенный под Клайдом тоннель. Сохранилась только одна переправа — Renfrew-Yoker ferry, одна из старейших в Шотландии, которая связывает Глазго с лежащим на противоположном берегу реки городом Ренфру. По Клайду курсируют речные трамваи (с момента запуска в 2001 году услугами этого сервиса воспользовались более 200 тыс. человек), а также экскурсионный пароход Waverley — он примечателен тем, что является последним находящимся в эксплуатации мореходным колёсным пароходом в мире. В июне 2007 года была запущена служба гидросамолётов, связавшая Глазго с округом Аргайл-энд-Бьют.

### Воздушный транспорт

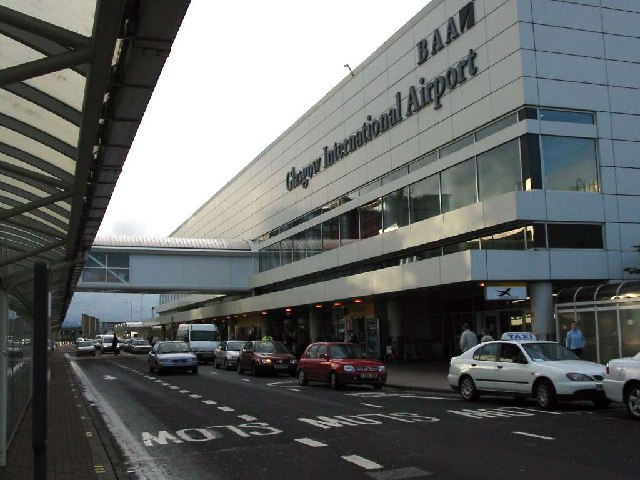
Международный аэропорт Глазго

Глазго обслуживают 2 международных аэропорта:
- Международный аэропорт Глазго (GLA) — расположен в 13 км к западу от города. Является самым крупным международным аэропортом Шотландии, обслуживая вылеты по более чем 80 направлениям. Объём пассажирских перевозок составляет более миллиона человек ежемесячно[119] и непрерывно повышается, в связи с чем в январе 2007 года парламентом Шотландии было принято решение запустить железнодорожную линию от вокзала Глазго-сентрал до аэропорта. Строительство начнётся в 2008 году, а открытие линии намечено на 2010 год[120]. 30 июня 2007 года в Международном аэропорту Глазго была совершена попытка теракта, во время которой двое мужчин врезались на автомобиле в здание главного терминала. Из-за этого инцидента работа аэропорта была парализована, однако обошлось без человеческих жертв, а оба террориста были арестованы[121].
- Аэропорт Прествик (PIK) — расположен в 46 км к юго-западу от города в окрестностях Престуика. Обслуживает вылеты по 27 направлениям[122] и занимает третье место по объёму авиаперевозок в Шотландии[123].

## Города-побратимы
Глазго является городом-побратимом следующих городов:
|                       | Страна                |  | Город    |  | Область                          | Дата |
| --------------------- | --------------------- |  | -------- |  | -------------------------------- | ---- |
| Германия              | Германия              |  | Нюрнберг |  | Бавария                          | 1985 |
| Китай                 | КНР                   |  | Далянь   |  | Ляонин                           | 1997 |
| Куба                  | Куба                  |  | Гавана   |  | Гавана                           | 2002 |
| Италия                | Италия                |  | Турин    |  | Пьемонт                          | 2003 |
| Пакистан              | Пакистан              |  | Лахор    |  | Пенджаб                          | 2006 |
| Франция               | Франция               |  | Марсель  |  | Прованс — Альпы — Лазурный Берег | 2006 |
| Государство Палестина | Государство Палестина |  | Вифлеем  |  | Вифлеем                          | 2007 |

В 2022 году Глазго прекратил сотрудничество с российским городом Ростов-на-Дону из-за вторжения России на Украину